# Flipperautomat

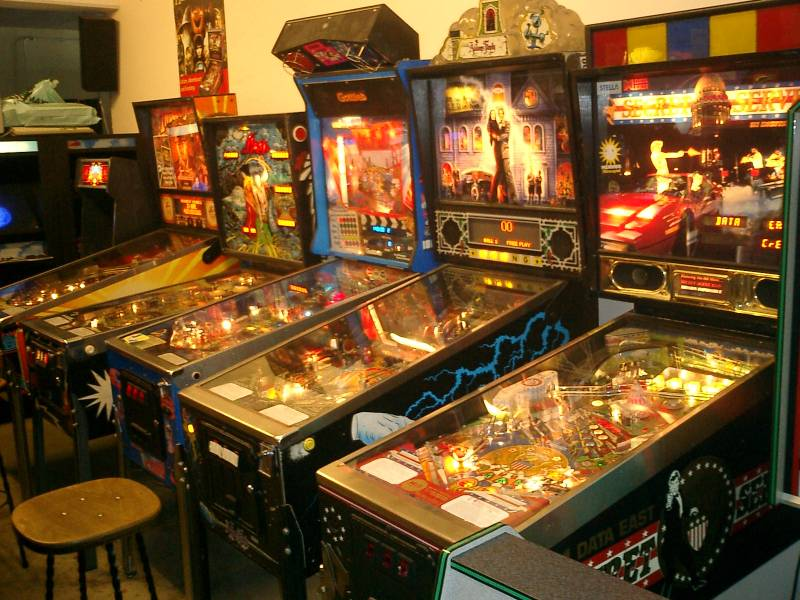
Flippersammlung der RetroGames e. V., Der zweite von rechts ist der meistverkaufte Flipper The Addams Family.

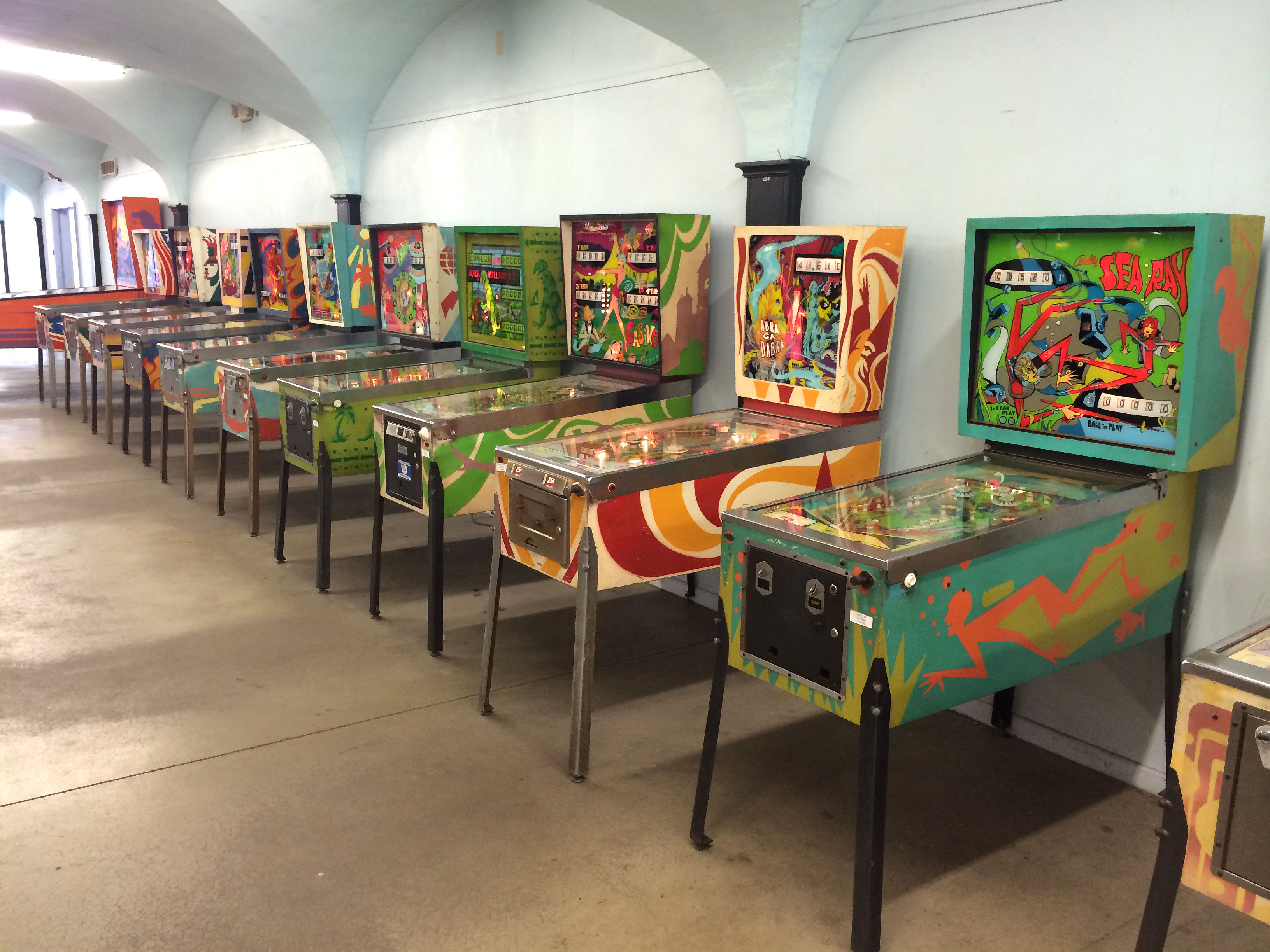
Flippersammlung im Freizeitpark Cedar Point

Ein Flipperautomat (kurz: Flipper, in der Schweiz meist Flipperkasten) ist ein Geschicklichkeits-Spielautomat ohne Geldgewinnmöglichkeit, dessen Vorläufer bis ins 18. Jahrhundert zurückreichen. Bei allen Flippern wird eine Metallkugel zunächst auf eine schrägstehende Fläche katapultiert, die sie in Richtung des Spielers hinabrollt: Je nachdem, in welche Öffnungen die Kugel dabei fällt bzw. welche Hindernisse sie dabei berührt, sammeln Spieler Punkte. Kurz nach dem Zweiten Weltkrieg erfand Harry Mabs die namensgebenden Flipper (d. h. Flipperhebel, auch Flipperfinger), mit denen der Spieler die Möglichkeit erhielt, die Kugel auf die Spielfläche zurückzuschleudern.

## Spielablauf und -ziel

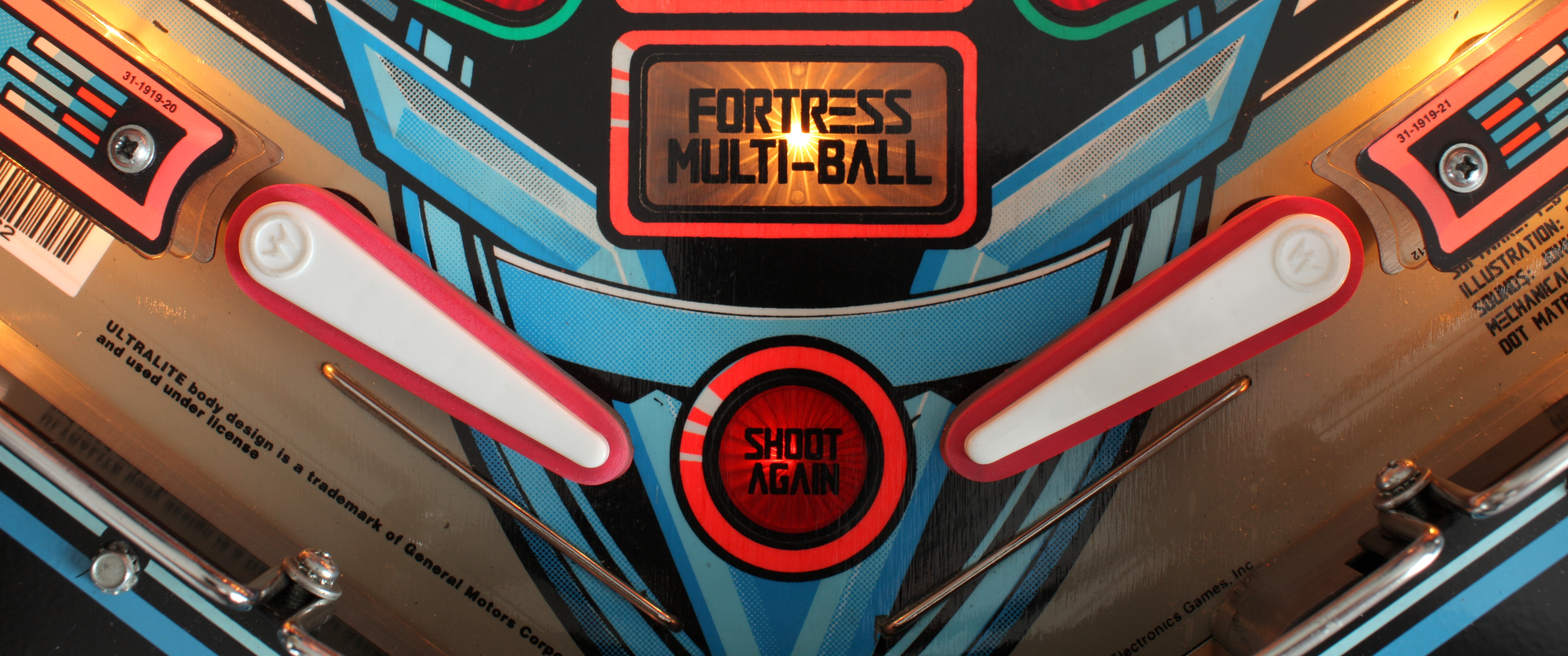
Flipperhebel des Flippers „Demolition Man“. Sie schleudern die Kugel zurück auf die Spielfläche.

Seit der Einführung des Flipperhebels ist es Ziel des Flipperspiels, mit einer Flipperkugel (in der Regel aus poliertem Stahl) auf einem abschüssigen Spielfeld möglichst viele Punkte zu erzielen. Punkte werden beim Auftreffen der Kugel auf verschiedene Spielelemente (siehe unten) gesammelt, die auf dem Spielfeld aufgebracht sind. Die Kugel geht verloren, wenn sie zwischen den Flipperhebeln, die sich am unteren Ende der Spielfläche befinden, hindurchrollt. Spieler versuchen, dies zu verhindern, indem sie die Kugel mithilfe der Flipperhebel, die nach oben schnellen, zurück auf die geneigte Spielfläche schleudern. Die Flipperhebel werden durch Tasten an der Seite des Flipperautomaten ausgelöst. Die Kugel geht außerdem verloren, wenn sie einen der Auslaufkanäle hinunterrollt, die sich neben den Flipperhebeln befinden. Je länger eine Kugel im Spiel bleibt, umso größer ist die Wahrscheinlichkeit, Spielelemente zu treffen und damit Punkte zu sammeln. Spieler versuchen, mithilfe verschiedener Methoden (siehe unten) einen frühen Verlust der Kugel zu verhindern. Der jeweilige Punktestand wird im Kopfteil des Flipperautomaten, der sich oberhalb der Spielfläche befindet, angezeigt. Ein Spiel umfasst normalerweise drei Kugeln.

## Vorformen des Flipperautomaten
Flipperautomaten entstanden aus dem Bagatellespiel sowie aus Nadelspielautomaten: Bei diesen Vorläufern der späteren Flipperautomaten werden ebenfalls Kugeln auf ein abschüssiges Spielfeld gestoßen oder geschossen. Das Bagetellespiel erinnerte eher an das heutige Pit-Pat (eine Mischung aus Minigolf und Billard auf Tischhöhe), mit dem Unterschied, dass die Kugeln beim Bagatelle eine abschüssige Fläche hinaufgespielt wurden und in verschiedene Löcher fallen konnten. Später entwickelten sich Varianten, bei denen die Kugeln mit einem Queue eine separate Bahn hinaufgestoßen wurden, die seitlich angebracht war, bevor die Kugeln das eigentliche Spielfeld hinunterrollten. Die Kugeln trafen dabei auf Hindernisse oder wurden in speziellen Halterungen oder Öffnungen aufgefangen, wofür der Spieler Punkte erhielt. So bezeichnet der Ausdruck Pinball ein mit Nägeln beschlagenes Brett, worauf eine oder mehrere Kugeln ihren Weg finden. Diese Spiele gab es schon seit dem 19. Jahrhundert in Form von Münzautomaten. Erste Patente dazu wurden 1871 angemeldet.

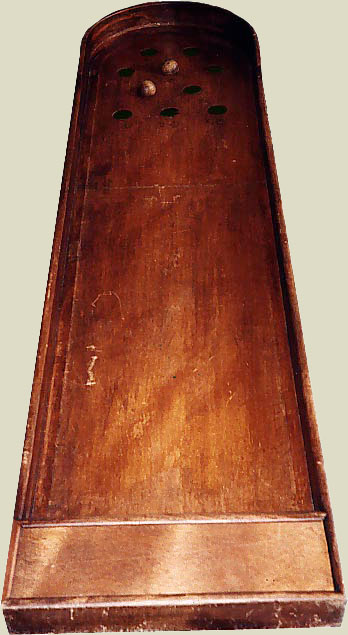
Bagatellespiel (sogenanntes billard japonais) ohne separate Einschussbahn
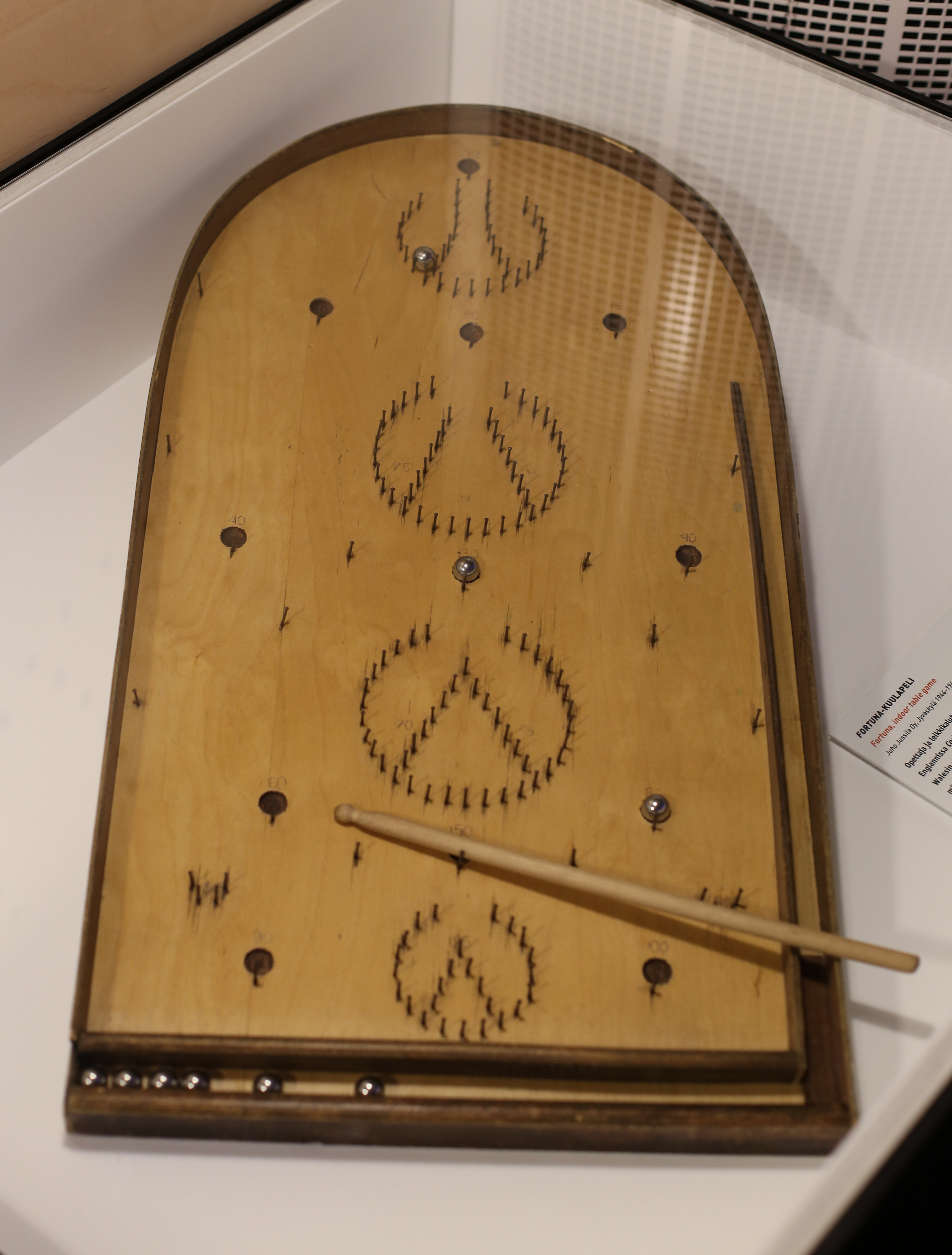
Bagatellespiel, die Kugel wird mit einem Queue eingeschossen
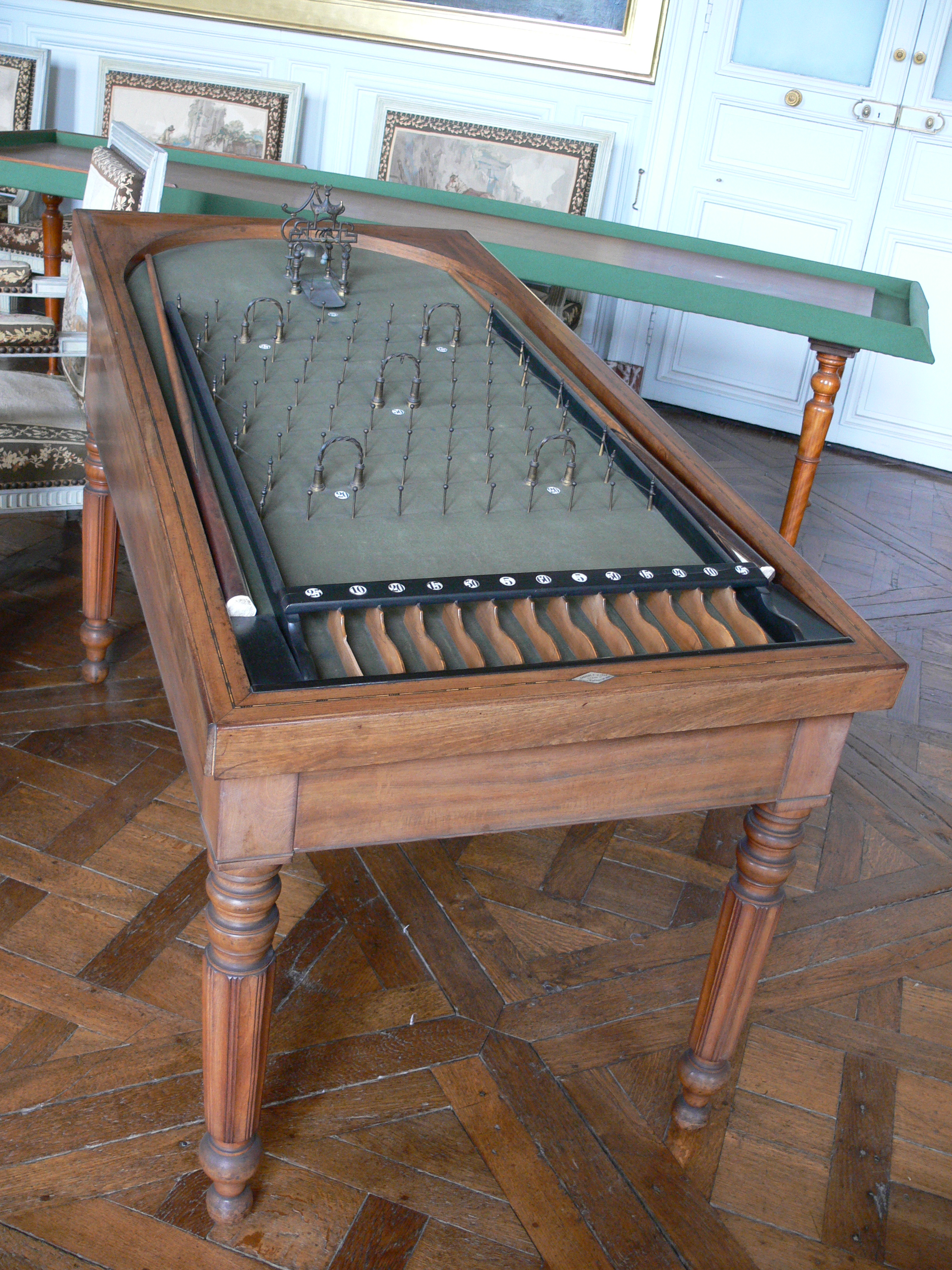
Bagatellespiel mit Einschussbahnen auf beiden Seiten (Frankreich)
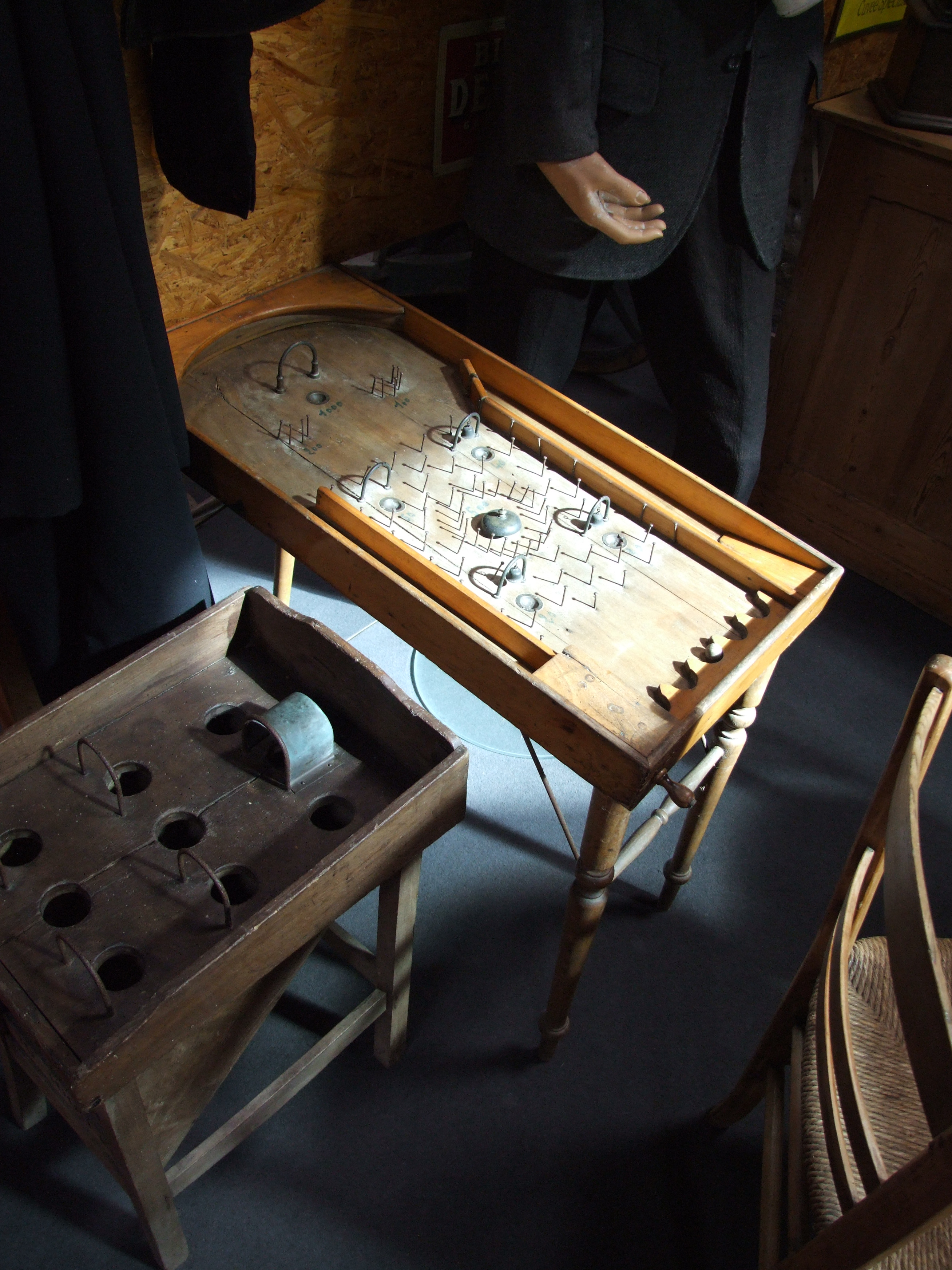
Bagatellespiel, bereits mit mechanischer Einschussfeder (Flandern)
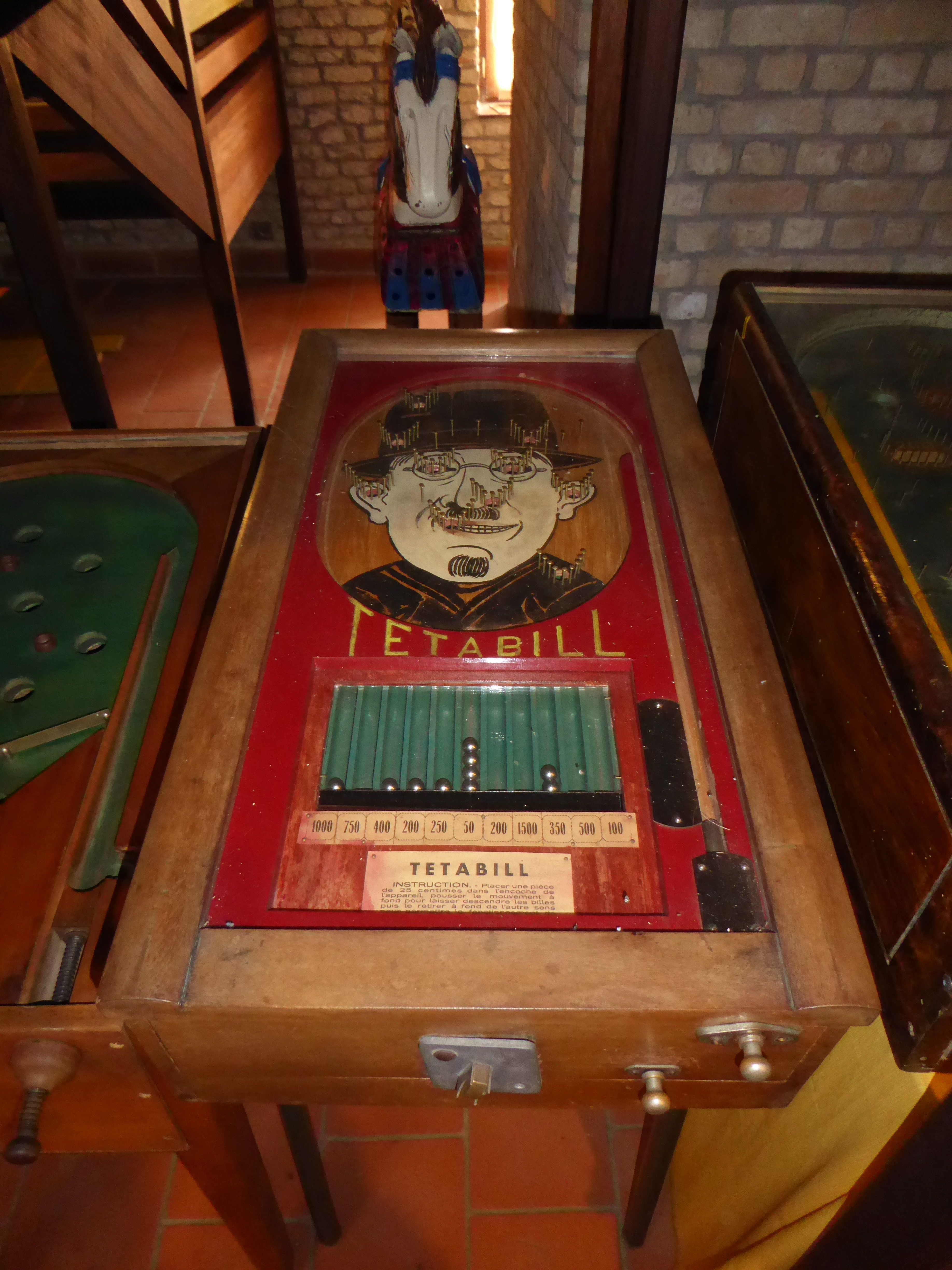
Bagatellespiel mit Einschussmöglichkeit und Münzeinwurf (Frankreich)

In den 1920er und 1930er Jahren erlebten diese noch sehr kleinen Automaten, die noch keinen Kopfaufsatz hatten, einen ersten Boom. In dieser Zeit wurde der Tilt-Mechanismus entwickelt, der verhindert, dass das Gehäuse angehoben oder geschlagen wird (um das Spielgeschehen zu beeinflussen). Es entstanden Türme und Schlagtürme (Bumper und Pop-Bumper; pilzförmige Gebilde, welche bei Kugelkontakt Punkte werten und mit Kraft zurückschlagen), Zielscheiben (Targets) und Auswurflöcher (Ejects).

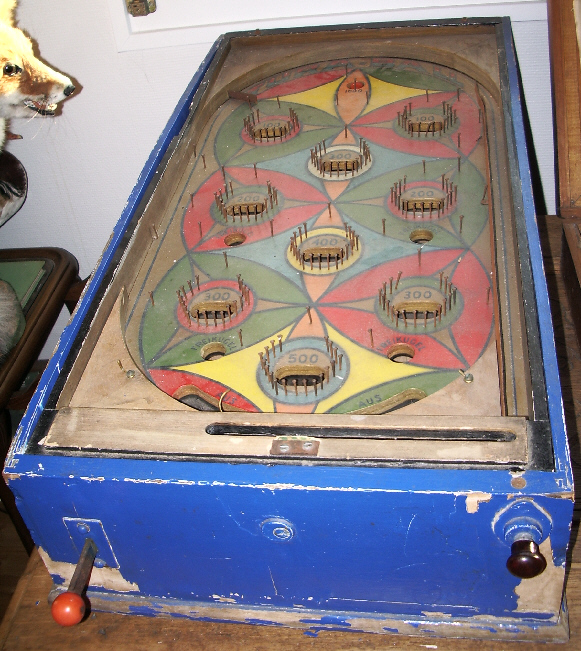
Bagatelle- oder Pinball-Automat ohne Flipper, um 1930

Kurz nach dem Zweiten Weltkrieg wurden die Flipperhebel erfunden. Nun ging es hauptsächlich darum, die Kugel möglichst lang auf dem Spielfeld zu halten und dabei Punkte zu sammeln, der Abschuss der Kugel verlor an Bedeutung. Bei diesen echten Flipperautomaten befinden sich nur selten mehrere Kugeln gleichzeitig auf dem Spielfeld. Die vor allem in den Vereinigten Staaten beliebten Bingoautomaten haben den gleichen Ursprung und haben mehr mit den alten Pinball-Spielen gemein.
Es entstanden immer wieder neue Spiel-Features, wie Spinner, Drop Targets und vieles mehr. Nachdem Ende der 1970er Jahre die Elektronik eingeführt wurde, entstanden ab etwa 1980 neue, komplexe Spielsysteme, die in den 1990er Jahren zu einem Höhepunkt gelangten. Bei diesen Spielsystemen erhielt man sehr viele Punkte, indem man die Ziele in einer bestimmten Reihenfolge traf. Diese Geräte waren jedoch für durchschnittliche Flipperspieler zu kompliziert und sprachen nur noch Flipper-Fans an. Die heutigen Flippertische sind meist nicht über zehn Grad geneigt (gewöhnlich 6,5°) und besitzen einen Kopfaufsatz.

## Geschichte
1947 erfand der Gottlieb-Techniker Harry Mabs die namensgebenden Flipperhebel, mit dem die Spieler aktiv ins Spielgeschehen eingreifen können. Der erste Flipperautomat hieß Humpty Dumpty. Die Flipper waren zunächst von außen nach innen schlagend und eher am Spielfeldrand angeordnet, die jetzt verwendete, viel beliebtere Lösung erfolgte erst einige Jahre später. Um 1950 war der Markt nach einem anfänglichen Boom mit den neuartigen Flipperautomaten gesättigt und die meisten Hersteller zogen sich vorerst zurück. Während der 1950er Jahre teilten sich nahezu ausschließlich Gottlieb und Williams den Weltmarkt. Bally und CDI stellten nur vereinzelt neue Flipper vor.
1954 erfolgte die Einführung von mechanischen Rollenzählwerken und Geräten nicht nur für einen, sondern auch für zwei oder vier Spieler und sogar ein Sechs-Spieler-Gerät (Six Sticks von 1965) war dabei. Vier-Mann-Flipper wurden zu 90 Prozent für den europäischen Raum gebaut, die US-amerikanischen Spieler favorisierten immer noch die Ein-Mann-Flipper. Ab 1956 wurden Holzbeine und Holzkassentüren schrittweise durch solche aus Metall ersetzt.

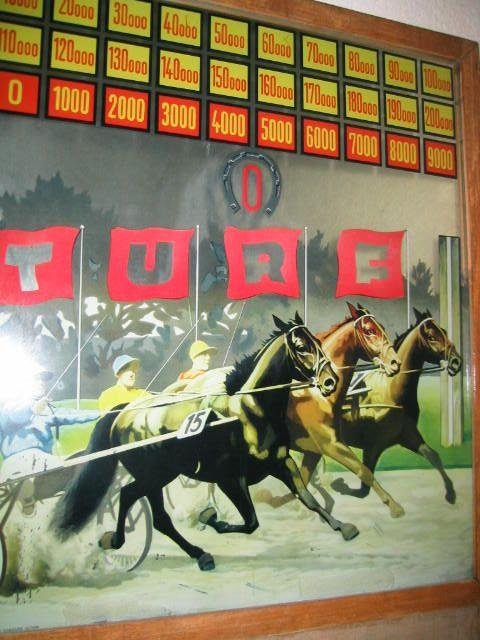
Turf von Bergmann, 1958

1958 wurden erstmals nennenswerte Anzahlen fabrikneuer Flipper nach Deutschland importiert. Die Geräte waren mit etwa 4000 DM so teuer wie etwa ein Volkswagen. Zuvor kamen meist gebrauchte Geräte nach Deutschland beziehungsweise deutsche Aufsteller kauften ausgemusterte Flipper der amerikanischen Streitkräfte auf. 1960 tauchten die ersten Geräte in einem modernen Metal-Rail-Gehäuse auf. Das Kopfteil (Lite-Box) saß nun auf einem Halsstück (Pedestal), wodurch die Geräte eine elegantere Form erhielten. In Deutschland bekam der Spieler in der Regel ein Spiel für 20 Pfennig und drei Spiele für 50 Pfennig. Nahezu von Beginn an waren die Flipper einstellbar für drei oder fünf Kugeln pro Spiel.  1961 erschien der letzte Flipper mit der altmodischen Punkteanzeige durch Leuchtfelder. Geräte für zwei und vier Spieler besaßen mit ganz wenigen Ausnahmen schon immer Rollenzählwerke.
1963 stiegen Bally und CDI (Chicago Coin) in den Flippermarkt ein, den sie zuvor nur sporadisch belieferten. 1964 wurde der Kugelheber schrittweise abgeschafft und die automatische Kugelvorlage eingeführt. Ab 1965 wurden immer mehr Geräte in einem modernen, zeitgemäß psychedelischen Grafikstil produziert. Viele Geräte besaßen nun die Möglichkeit, 1 DM einzuwerfen (sechs Spiele für 1 DM). Ein fabrikneuer Vier-Mann-Flipper kostete in Deutschland etwa 4500 bis 5000 DM. 1966 erschien der erste Vier-Mann-Flipper mit Multi-Ball-Spiel (drei Kugeln gleichzeitig möglich).
1968 stagnierte der Flipperabsatz in Deutschland, da in diesem Jahr eine neue Generation von Geldgewinnspiel-Automaten mit 20 Pfennig Einsatz und das neuartige Pool-Billard aufkamen, weshalb die Aufsteller vermehrt in solche Automaten investierten. Ab 1969 wurden zunehmend neue Flipperhebel von drei Zoll Länge verwendet. Zu dieser Zeit galt der Flipper auch in Deutschland als fester Bestandteil der Jugendkultur. Begriffe wie ausgeflippt, Game over und Tilt wurden zu eigenständigen Ausdrücken, die sich in der Umgangssprache verankerten. 1970 begann die Inflation der Zählwerke mit der Verwendung von stationären Nullen. Auch wurde der Outhole-Bonus erfunden, eine Punktzahl, die während des Spiels aufgebaut wird und beim Verlassen des Spielfeldes aufgezählt wird. Der Hintergedanke dabei war, die verbreitete Unsitte, den Flipper beim Verlust der Kugel zu treten und zu schlagen, zu verhindern, weil im Falle des Tilts diese Wertungen dann verloren gingen. Der Outhole-Bonus wurde nach kurzer Zeit zum unverzichtbaren Spielelement und zu einem wichtigen Bestandteil aller Flipper.
1971 setzte sich in Deutschland der 2-DM-Einwurf durch (10 Spiele für 2 DM), der Einwurf für Groschen verschwand. 1973 wurde der letzte Flipper ausschließlich mit Zwei-Zoll-Flippern hergestellt. 1975 erreichte ein Flipper erstmals eine Produktionszahl von über 10.000 Exemplaren. Deutsche Spieler zahlten mittlerweile in der Regel für ein Spiel 50 Pfennig, für drei Spiele 1 DM und für sieben Spiele 2 DM. 1976 setzte sich der Trend durch, real existierende Personen, Filme oder sonstige bekannte Dinge als Flippermotiv zu verwenden. Dies gab es schon vorher, aber nicht in der Form offizieller Lizenzierung. Erstmals seit Jahrzehnten gab es wieder verspiegelte Buntglasscheiben. In dieser Zeit gelang es spanischen Herstellern für kurze Zeit, beachtliche Stückzahlen abzusetzen, nicht zuletzt aufgrund einer großangelegten Markteinführung durch den Importeur Löwen-Automaten. Die Einführung der Elektronik beendete dieses Intermezzo schon sehr bald.
1977 erschien der erste elektronische (Solid-State-)Flipper in Großserie. Versuche und Kleinserien derartiger Geräte gab es seit einigen Jahren. Zunächst erschienen die meisten Flipper in elektronischer und elektromechanischer Ausführung. Mitte 1978 war diese Übergangszeit beendet, lediglich Gottlieb hielt bis Ende 1979 auch an der Elektromechanik fest. Erstmals erreichte ein Flipper eine Produktionszahl über 20.000. Ab sofort wurden kaum noch Ein- und Zwei-Mann-Flipper gebaut. In Deutschland wurde der 5-DM-Einwurf eingeführt (in der Regel 14 Spiele für 5 DM). 1977, 1978 und 1979 gelten als die erfolgreichsten Jahre für die Flipperindustrie überhaupt. Alle vier großen Hersteller, angeführt von Bally, verkauften in höheren Stückzahlen denn je. Die Gerätevielfalt war enorm, einige kleine Hersteller kamen hinzu, es erschienen auch einige so genannte Cocktailtisch-Flipper. 1977 begann in Deutschland der bundesweite Trend, ausgemusterte Flipper im Eigenheim aufzustellen, in den 1980er Jahren waren bereits mehr Flipper in Privathaushalten als öffentlich zu finden.
Ab 1978 erschienen, ausgelöst durch Atari, die von 1977 bis 1979 Flipper in Großserie anboten, von allen Herstellern, auch von Williams, überbreite Wide-Body-Flipper, die mit Beginn der Krise Anfang der 1980er wieder verschwanden. 1978 erschien der erste Flipper, dessen Buntglasscheibe nicht mehr im Siebdruckverfahren, sondern im Laserdruck hergestellt wurde. Das neue Verfahren bot mehr Möglichkeit für Details, aber Farben- und Leuchtkraft der neuen Scheiben konnten mit den bisherigen nicht mithalten. 1979 war weltweit das Jahr der höchsten Flipperdichte, allein in Deutschland wurden in diesem Jahr knapp 40.000 Flipper neu gekauft, rund 200.000 waren öffentlich aufgestellt. In diesem Jahr wurden auch die ersten Geräte mit komplexen Soundsystemen, die auch Hintergrundgeräusche erzeugen, mit großem Erfolg präsentiert. Flipper waren allgegenwärtig, man fand sie in dieser Zeit zum Beispiel auch in Waschsalons, Kaufhaus-Eingängen und als Dekoration in Fernsehshows. Der Wertverfall gebrauchter Flipper stieg rasant an. Konnte man in den 1960er-Jahren von einer etwa achtjährigen Nutzungsdauer eines Flippers ausgehen, so galt ein Flipper nun bereits nach zwei Jahren als völlig veraltet. Die Geräte kosteten mit etwa 4000 DM allerdings auch weit weniger als in den 1960er Jahren, vor allem wenn man die inflationäre Entwicklung der Deutschen Mark in Betracht zieht.
1979 erschien mit Gorgar der Firma Williams Electronics der erste sprechende Flipperautomat. Er verfügt über ein Vokabular von sieben Wörtern. Ende 1979 erschien der letzte elektromechanische Flipper. Die allgemeine Farbgebung der Geräte änderte sich. Waren die Gehäuse bis dato zu 90 Prozent weiß und die Farben hell und leuchtend, so wurden die Gehäuse nun meist schwarz und die Farben düsterer. Die typischen Pin-up-Motive verschwanden allmählich zugunsten von Fantasy- und Science-Fiction-Motiven. Der Spielpreis in Deutschland stieg in der Regel auf 1 DM pro Spiel, für 5 DM gab es normalerweise 6 oder 7 (manchmal auch 9) Spiele.
1980 reagierte die Flipperindustrie auf die starke Konkurrenz der Videospiele, mit Double-Level-Spielfeldern und jeder Menge neuer Features, welche die Flipperfanatiker begeisterten, die Masse der Spieler auf Dauer aber abschreckte. 1981 präsentierte Gottlieb den letzten Ein-Mann-Flipper. Die bis dato sehr konservative Firma führte 1980 den Lautsprecher im Kopfteil ein und baute mit wenigen Ausnahmen von 1980 bis 1982 fast ausschließlich Wide-Body-Flipper, wovon jedoch nur wenige erfolgreich waren. 1982 fand, ähnlich wie 1975 bis 1976 aus Spanien, eine italienische Invasion statt, die jedoch nach nur zwei sehr erfolgreichen Geräten rasch wieder abebbte. Die amerikanischen Firmen hatten starke Absatzprobleme, es erschienen einige Mutationsgeräte, die versuchten, Flipper und Bildschirmspiel zu kombinieren.
1983 befand sich die Flipperindustrie auf einem ersten völligen Tiefpunkt. Drei Gründe waren dafür hauptausschlaggebend: Die ungeheure Beliebtheit der Bildschirm-Spielautomaten, die Tatsache, dass mittlerweile fast genauso viele Flipper in Privathaushalten wie in der Öffentlichkeit standen, und die neue Flippergeneration, die durch ihre komplizierten Spielsysteme die Masse der Gelegenheitsspieler abschreckte. Bildschirm-Automaten waren außerdem weniger störanfällig und weniger pflegeintensiv als Flipper, was für den Aufsteller bares Geld bedeutete. Erschwerend hinzu kam noch der damals immens hohe Dollarkurs. Bally und Gottlieb ließen, ohne Erfolg, von Ende 1984 bis Mitte 1986 Flipper in Deutschland herstellen, was wenige Jahre zuvor noch völlig undenkbar gewesen wäre. 1983 und 1984 erschienen nur wenige, einfacher aufgebaute Flipper basierend auf Erfolgsgeräten des vorigen Jahrzehnts, ohne jedoch deren perfekte Optik zu erreichen.

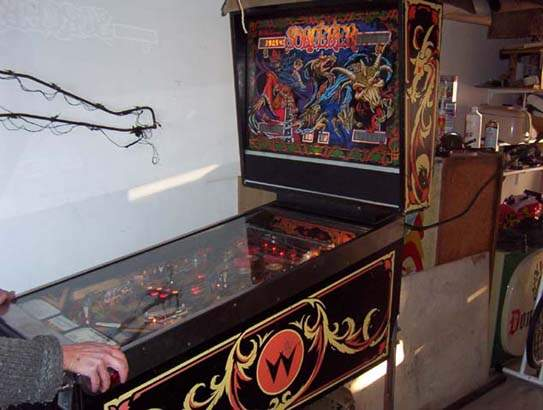
Flipperautomat „Sorcerer“ der Firma Williams aus dem Jahr 1985

1985 erschienen erstmals alphanumerische Displays (bei Gottlieb-Geräten). 1986 begann ein neuer Boom. Die Geräte nahmen die Form an, die sie bis heute innehaben, mit bedeutend höheren Gehäusen, Rampen und Spielzeugen auf den Spielfeldern und teilweise zusätzlichen Aufbauten und Lampen auf dem Kopfteil. Ziel des Spieles ist nun nicht mehr einzig, die Kugel lange im Spiel zu halten und Punkte zu sammeln, sondern auch, komplexe Aufgaben zu erledigen. Die Elektronik passte sich dem Können des jeweiligen Spielers an und regulierte den Schwierigkeitsgrad des jeweiligen Spiels beziehungsweise regulierte die Freispielgrenzen. 1986 erschienen auch die ersten Rückscheiben mit Fotomotiven, diese wurden nicht mehr auf das Glas gedruckt, sondern als bloße Folie hinterlegt. Derartige Scheiben sind im Gegensatz zu den sehr empfindlichen Siebdruckscheiben immun gegen Temperaturunterschiede und Feuchtigkeit, bieten aber keinen Glamour mehr.
1988 gingen die Verkaufszahlen wieder stark nach unten, lediglich Williams, seit einigen Jahren unangefochtener Marktführer, konnte noch gute Stückzahlen absetzen und übernahm die Bally-Flippersparte. 1991 erschien die Matrixanzeige und ersetzte die verschiedenen Zählwerke. Die Branche versuchte immer wieder das Zwei-DM-Spiel zu lancieren, was aber nicht allgemein durchsetzbar war.
1992 und 1993 erlebte der Flipper nochmals einen Boom. Etwa seit dieser Zeit erschienen fast ausschließlich nur noch Geräte mit lizenzierten Themen, meist von Filmen. Bally startete den Trend zu Lizenzthemen im zweiten Drittel der 1970er Jahre. Gottlieb folgte bald darauf, Williams schloss sich als letzte Firma diesem Trend an. 1994 tauchten wieder einige Wide-Body-Flipper auf.
1995 begann erneut eine Krisenzeit für die Flipperindustrie, aus der sie bis heute nicht mehr herausfinden konnte. Im Gegensatz zur Krisenzeit Anfang der 1980er Jahre, in der abgespeckt wurde, um Kosten zu sparen, wurden nun trotz der Absatzprobleme aufwändigere und durchdachtere Flipper denn je produziert. Die teilweise recht seltenen Flipper dieser Baujahre zählen in Fankreisen mit zu den beliebtesten und meistgesuchten. 1999 scheiterte der Versuch von Williams, eine neue Generation von Flippern mit integriertem Bildschirm zu etablieren. So beendete auch der zweite, neben Sega Pinball, verbleibende Flipperhersteller Williams seine Produktion. Im gleichen Jahr wurde Sega Pinball aufgekauft und in Stern Pinball umbenannt, wobei auch ein Großteil der Williams-Angestellten übernommen wurde.
Im folgenden Jahrzehnt war Stern Pinball der einzige verbliebene Flipperhersteller mit einer bis heute andauernden Pinballproduktion. Es dauerte bis 2011, ehe Stern Konkurrenz bekam und mit Jersey Jack Pinball wieder ein weiterer, ernstzunehmender Hersteller mit eigener Entwicklung und Produktion in den Markt eintrat.

### Österreich
In Österreich kostete um 1970 ein Flipperspiel durchwegs 1 Schilling. Später kosteten Spiele bei moderneren, aufwendigeren Automaten auch mehr. Nur sehr alte, sehr einfache Automaten, jedoch keine Flipper, konnten mit kleineren Münzen, also 50 Groschen oder 10 Groschen, betrieben werden, etwa ein uralter, kleiner Schaukasten, in dem sich eine Wahrsagerin-Puppe etwas bewegte und der nach kurzer Zeit ein Kärtchen mit einem Orakel ausspuckte.

## Grundlegender Aufbau

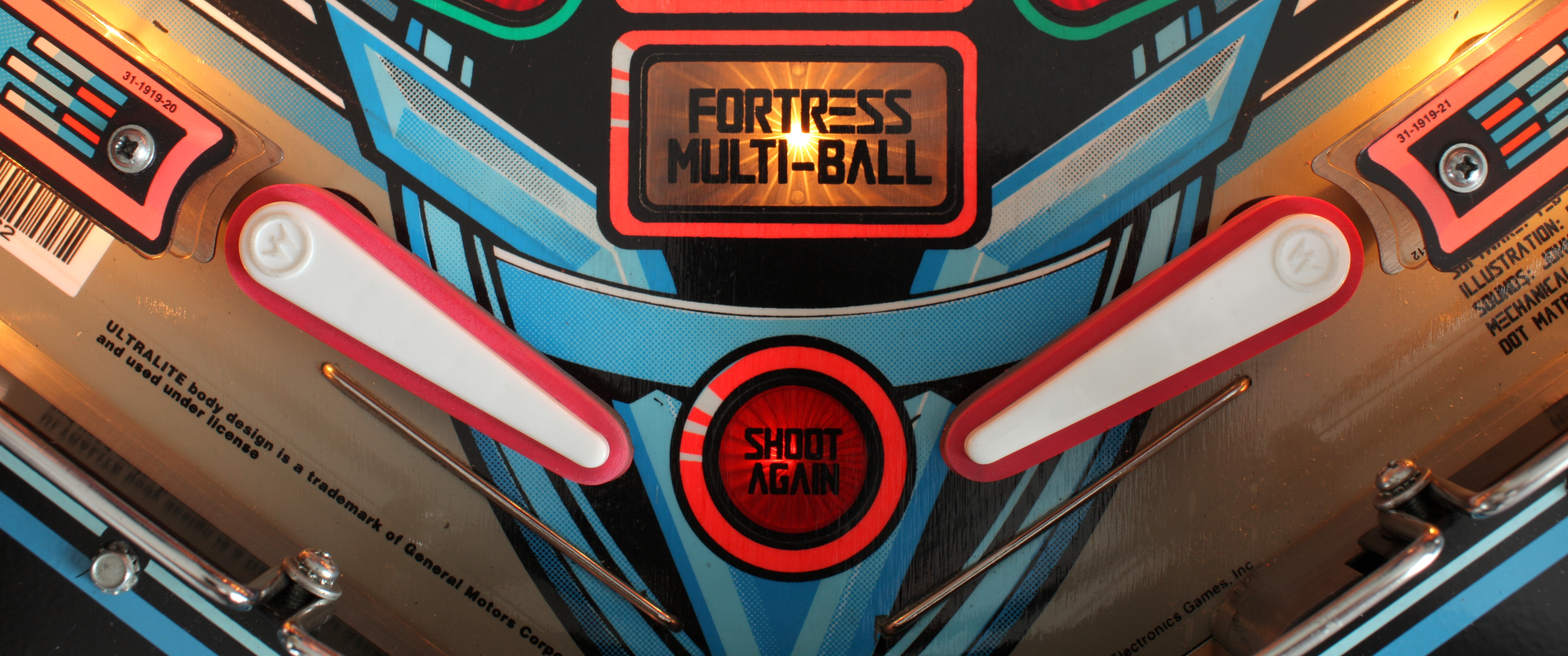
Flipper-Hebel

### Generelle Unterscheidung

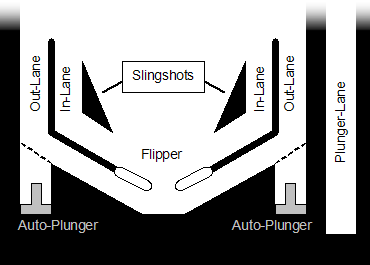
Typisches Format eines modernen Flipperautomaten

Flipper werden häufig nach der Art unterschieden, wie das Spiel gesteuert wird.

#### Mechanisch
Diese Geräte sind rein mechanisch aufgebaut, auch die Flipperfinger, wenn vorhanden, werden von Muskelkraft bewegt. Die einzigen elektrischen Elemente sind die Beleuchtung oder eine Punkteanzeige.

#### Elektromechanisch (EM)
Diese Geräte nutzen Relais, Spulen, Motoren und Schalter, um die Spielelogik zu realisieren. Die Flipperfinger werden durch Spulen bewegt, der Spieler drückt lediglich Taster an der Seite des Flippers. Die Logik ist im Körper des Gehäuses untergebracht, in der Backbox befinden sich nur die Zählwerke für die Punkte.

#### Elektronisch (SS)
Die mechanischen und elektromechanischen Flipper wurden vollständig von rein elektronischen Geräten abgelöst. Die Logik basiert auf der Verschaltung von ICs, Transistoren, Prozessoren und ASICs. Erst mit diesen Geräten konnten komplexe Spielabläufe realisiert werden, um Missionen mit mehreren Aufgaben für die Spieler anzubieten. Im Gegensatz zu den elektromechanischen Flippern ist die Logik in der Backbox untergebracht, kleinere Leiterplatten zur Steuerung von Motoren können sich auch direkt unter der Spielfläche befinden.

### Bestandteile
Zentraler Bestandteil und namensgebendes Element sind die sogenannten Flipperhebel. Diese fünf oder sieben Zentimeter langen Hebel, im Deutschen ebenso wie das gesamte Gerät üblicherweise nur als Flipper bezeichnet, seltener auch als Flipperarm oder Flipperfinger, sind das zentrale Steuerelement für den Spieler. Sie bilden die nahezu einzige Möglichkeit für den Spieler, auf das Spielgeschehen Einfluss zu nehmen. Sie werden durch jeweils einen Knopf an der linken und der rechten Gehäuseseite betätigt. Mit Hilfe der Flipper, die sich in der Regel im unteren Bereich des Spielfeldes zwischen zwei Slingshots befinden, kann der Spieler die Kugel wieder in das Spielgeschehen zurück schießen. Hierbei kommt es zum einen auf eine schnelle Reaktion an, zum anderen aber auch auf eine hohe Geschicklichkeit, um in der kurzen Reaktionszeit die Kugel auch noch in die gewünschte Richtung zu schießen. Ungefähr Anfang der 1970er Jahre setzten sich längere Flipperhebel (3 Zoll (7,62 cm) statt 2 Zoll (5,08 cm)) durch. Diese ermöglichen dem Spieler ein wesentlich besseres Zielen als die bisherigen deutlich kürzeren Hebel. Wie alle anderen Elemente der Spielfläche werden auch die Flipper durch Zylinderspulen unterhalb der Spielfläche angetrieben. Verfügten die Flipperautomaten zunächst über zwei Flipperfinger am unteren Kugelauslauf, so sind spätere Automaten in der Regel mit weiteren Flippern in anderen Bereichen des Spielfelds ausgestattet. Damit lässt sich die Kugel an mehreren Stellen strategisch ins Spiel und auf Rampen oder Ziele schießen.
Die Inlane und die Outlane befinden sich auf fast allen modernen Flipperautomaten an der gleichen Stelle. In ihnen befindet sich fast immer ein Rollover.
- Die Inlane ist der Weg, der die Kugel zu den Flipperhebeln führt. Sie befindet sich meist hinter dem jeweiligen Slingshot.
- Die Out-Lane ist der Weg, der die Kugel aus dem Spielfeld führt und der somit für ihren Verlust sorgt. Bei manchen Flipperautomaten wird die Kugel, wenn sie das erste Mal in die Out-Lane rollt, gerettet und mit einem Auto-Plunger (Kickback) wieder zurück auf das Spielfeld befördert, beim zweiten Mal verliert sie der Spieler.

### Plunger
Der Plunger schießt die Kugel zu Beginn eines Spiels oder nach Kugelverlust von rechts außen in das Spielfeld. Bei den meisten Flipperautomaten kann der Spieler die Kraft selbst regeln, indem er den Plunger eine bestimmte Distanz zurückzieht und somit die Spannkraft der Zugfeder verändert. Bisweilen gibt es Sonderpunkte oder andere Boni, wenn man die Kugel mit nur so wenig Kraft abschießt, dass sie den unteren Teil des Plungerkanals zwar verlässt, dann aber zurückrollt, bevor sie das obere Ende des Kanals erreicht und den Tisch dann durch eine separate Seitenöffnung betritt. Manchmal werden aber auch so genannte Auto-Plunger verwendet, die die Kugel automatisch, immer mit der gleichen Geschwindigkeit, einschießen. Der Plunger ist abgesehen von der Kugel das älteste Spielelement.

### Kopfaufsatz

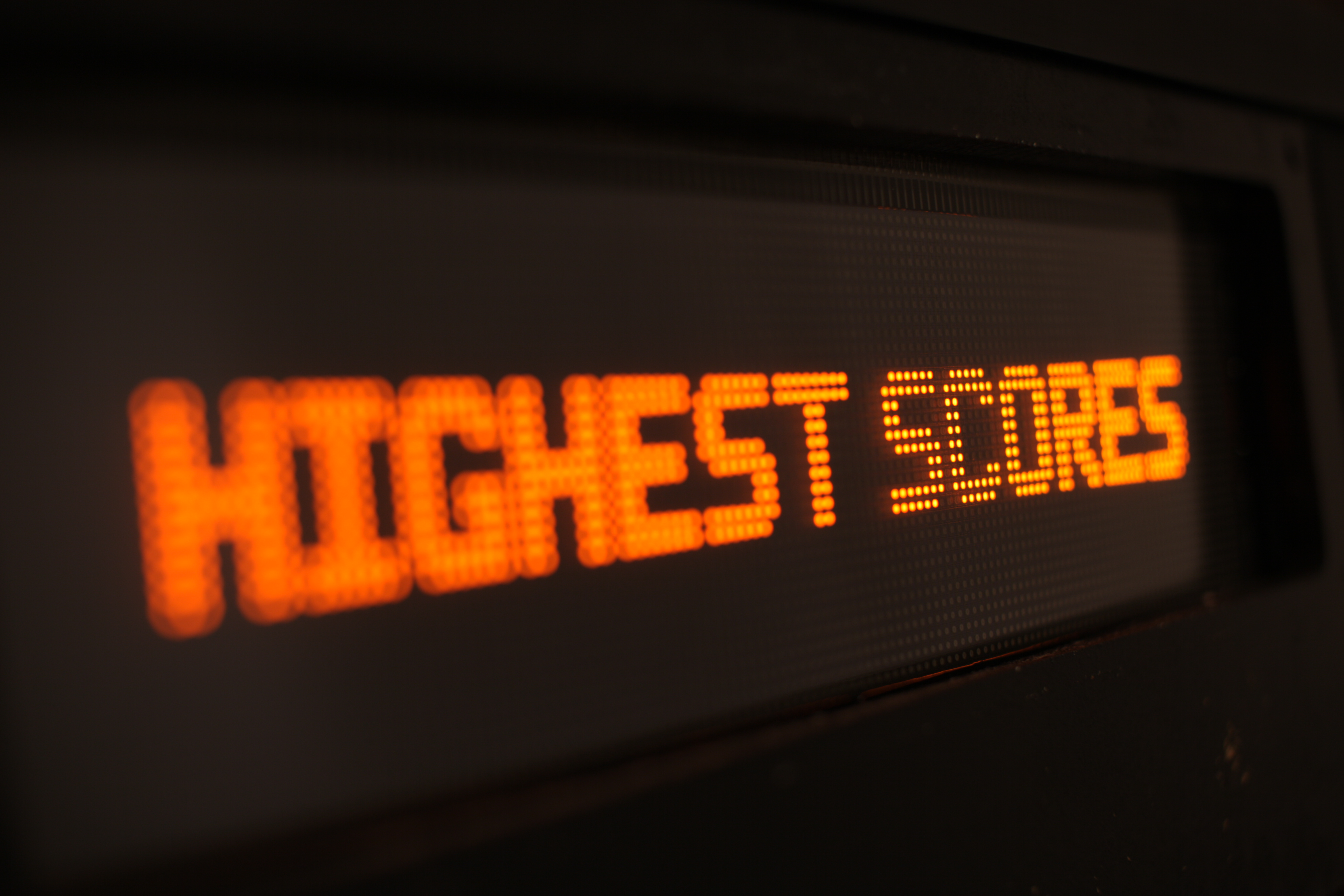
Dot-Matrix-Anzeige

Der Kopfaufsatz (Backbox) eines Flipperautomaten ist ein senkrechter Aufbau, der am hinteren Ende des Flipperautomaten montiert ist und von einer Glasscheibe (Backglass) abgedeckt wird. Diese Glasscheibe ist mit bunten Motiven bedruckt und enthält in der Regel den Namen des Automaten und des Herstellers, sowie die Punkteanzeige und eventuell auch andere Anzeigen (z. B. verbleibende Kugeln und Spiele). Im Innern befindet sich in der Regel die gesamte Steuereinheit, also das Gehirn des Flippers. Auf einer oder mehreren Platinen befindet sich somit alles, was den Flipper steuert, wie Spielablauf, Sound und vieles mehr. Im Laufe der letzten 50 Jahre wurden elektromechanische Zählwerke, elektronische Segmentanzeigen und zuletzt Dot-Matrixanzeigen verwendet. Letztere bieten eventuell auch Animationen, die jedoch auch durch die Bewegung von Figuren hinter der Glasscheibe realisiert wurden. Bei älteren Geräten wurden die themenbezogenen Grafiken im Siebdruck von hinten auf die Glasscheibe aufgebracht, was für den Betrachter kräftige Farben ergibt. Bei neueren Geräten ist meist nur eine bedruckte Kunststofffolie (Translite) hinter der Glasscheibe angebracht. Der Kopfaufsatz ist auch von weitem sichtbar und soll den potentiellen Kunden zum Spielen ermuntern. Dementsprechend ist er mit vielen blinkenden Leuchten ausgestattet, die die Aufmerksamkeit auf ihn lenken. Das Blinken in verschiedenen Abfolgen (teilweise auch unterstützt durch Geräusche und Musik) außerhalb des regulären Spieles nennt man den Attraction Mode, der die Aufmerksamkeit des potentiellen Kunden auf den Automaten ziehen soll.

## Spielelemente

### Schlagtürme (Bumper)

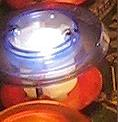
Schlagturm (Bumper)

Diese pilzförmigen Gebilde, auch im Deutschen eher mit dem englischen Begriff als Bumper bezeichnet, werten bei Kugelkontakt mit dem am Fuße befindlichen federnden Kunststoffring Punkte und schlagen die Kugel mit Kraft zurück. Das Zurückschlagen wird durch einen Metallring im Schlagturm bewirkt, der sich im Ruhezustand oberhalb der Kugel befindet. Bei Registrierung eines Kontaktes durch die Kugel wird der Ring von einer unter dem Schlagturm befindlichen Zylinderspule mit hoher Kraft und Geschwindigkeit nach unten gezogen und schleudert dadurch die Kugel vom Schlagturm weg. Im Inneren eines Schlagturmes befindet sich in der Regel eine Glühlampe. In früheren Zeiten wurden durch diese Beleuchtung meist bestimmte Wertigkeiten angezeigt (100 when lit). In moderneren Flippern sind die durch Bumper erreichbaren Punkte im Vergleich zu den erzielbaren Gesamtpunktzahlen so gering, dass hier die Beleuchtung häufig nur noch zu Effektzwecken genutzt wird. Interessante Spieleffekte ergeben sich durch Anordnung mehrerer Bumper in engem Abstand zueinander, sodass die Kugel viele Male in hohem Tempo zwischen den Bumpern hin und her geschlagen wird, bevor sie diesen Bereich des Spielfeldes wieder verlässt. Insbesondere ältere Flipper bezogen aus solchen Anordnungen von drei bis fünf Schlagtürmen einen besonderen Reiz. Bei moderneren Geräten sind die Bumper oft nur eine eher unbedeutende Randerscheinung.
Eine Spezialform von Bumpern sind die Pop Bumper. Ihnen fehlt der Ring zum Zurückschlagen der Kugel, sie dienen lediglich der Punktezählung oder der Aktivierung entsprechender Spieleelemente. Die Hochzeit dieser Pop Bumper war in den 1950er und 1960er Jahren, meist in Kombination mit Schlagtürmen.

### Prellkontakte (Slingshots)

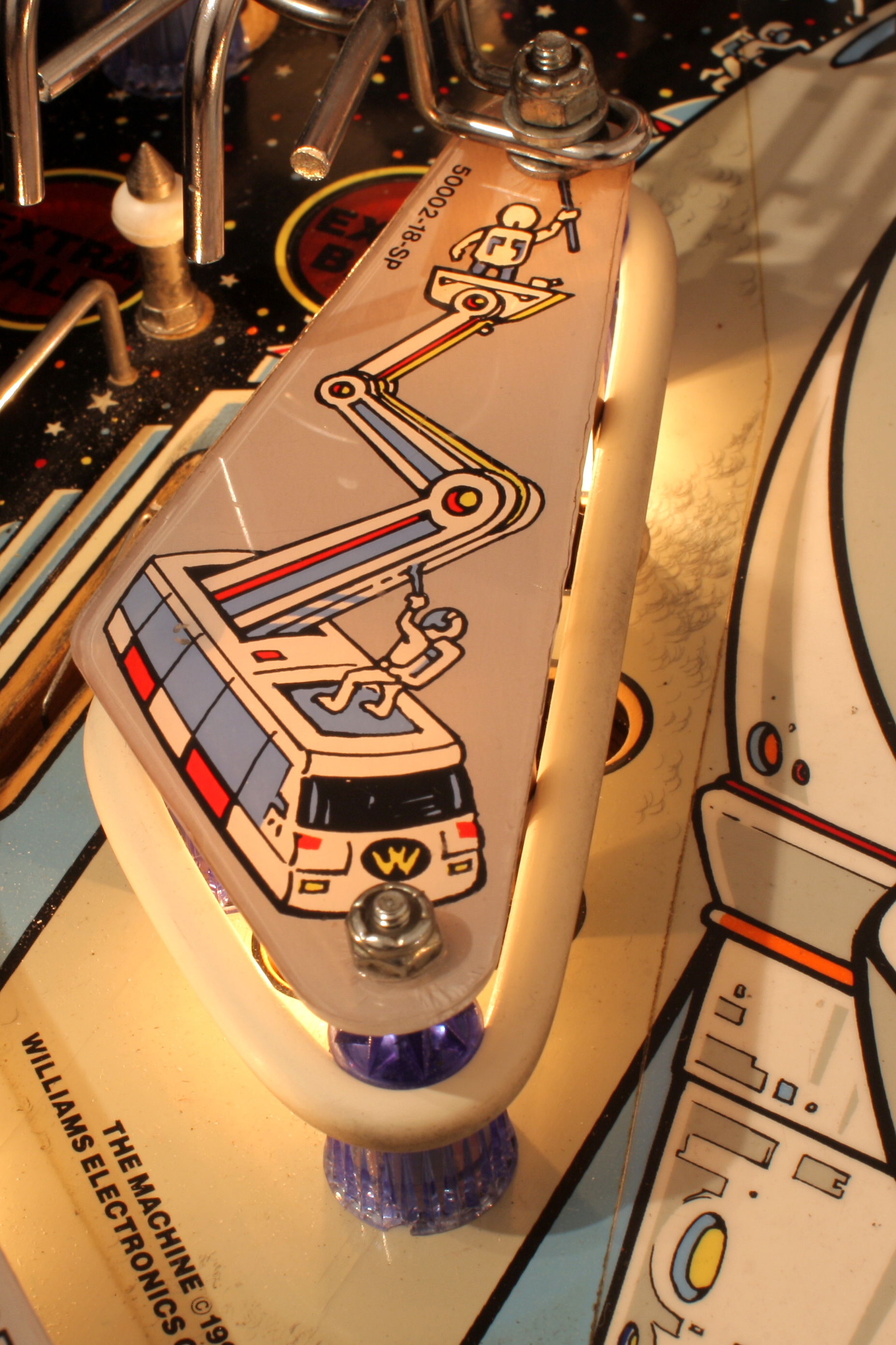
Slingshot

Die Slingshots (englisch für Steinschleuder) schlagen die Kugel bei Kontakt mit dem Gummiband einer Spielfeld-Begrenzung wieder zurück ins Spielfeld. Im Gegensatz zu den Schlagtürmen handelt es sich hier um eine für den Spieler nicht sichtbare Hebelmechanik. Bei Kugelkontakt prallt die Kugel nun nicht nur durch die Kraft des Gummis wieder zurück, sondern wird durch den Hebel, der durch eine unter der Spielfläche befindliche Zylinderspule betätigt wird, mit sehr hoher Geschwindigkeit zurückgeschleudert. Der Hebel wirkt dabei auf die gesamte Breite des Gummis. Nahezu jeder Flipperautomat besitzt solche Slingshot-Mechaniken in den meist dreieckigen Spielfeldbegrenzungen seitlich der beiden Flipperhebel. Nur wenige Flippergeräte haben weitere Slingshots auf ihrem Spielfeld.
Für den Spieler sind die Slingshots zwiespältig. Auf der einen Seite sorgen sie für Tempo im Spiel, da eine langsame Kugel schon vor einem Kontakt mit den Flipperhebeln wieder mit Tempo ins Spiel zurückgeschossen wird. Auf der anderen Seite hat der Spieler mit den Slingshots keine Kontrolle über die Richtung, in die die Kugel geschossen wird. Zusammen mit der Tatsache, dass die unteren Slingshots meist in einem 45-Grad-Winkel angebracht sind, werden durch diese unkontrollierten Abschüsse auch Kugeln direkt in die seitlichen Outlanes befördert.

### Zielscheiben (Targets)

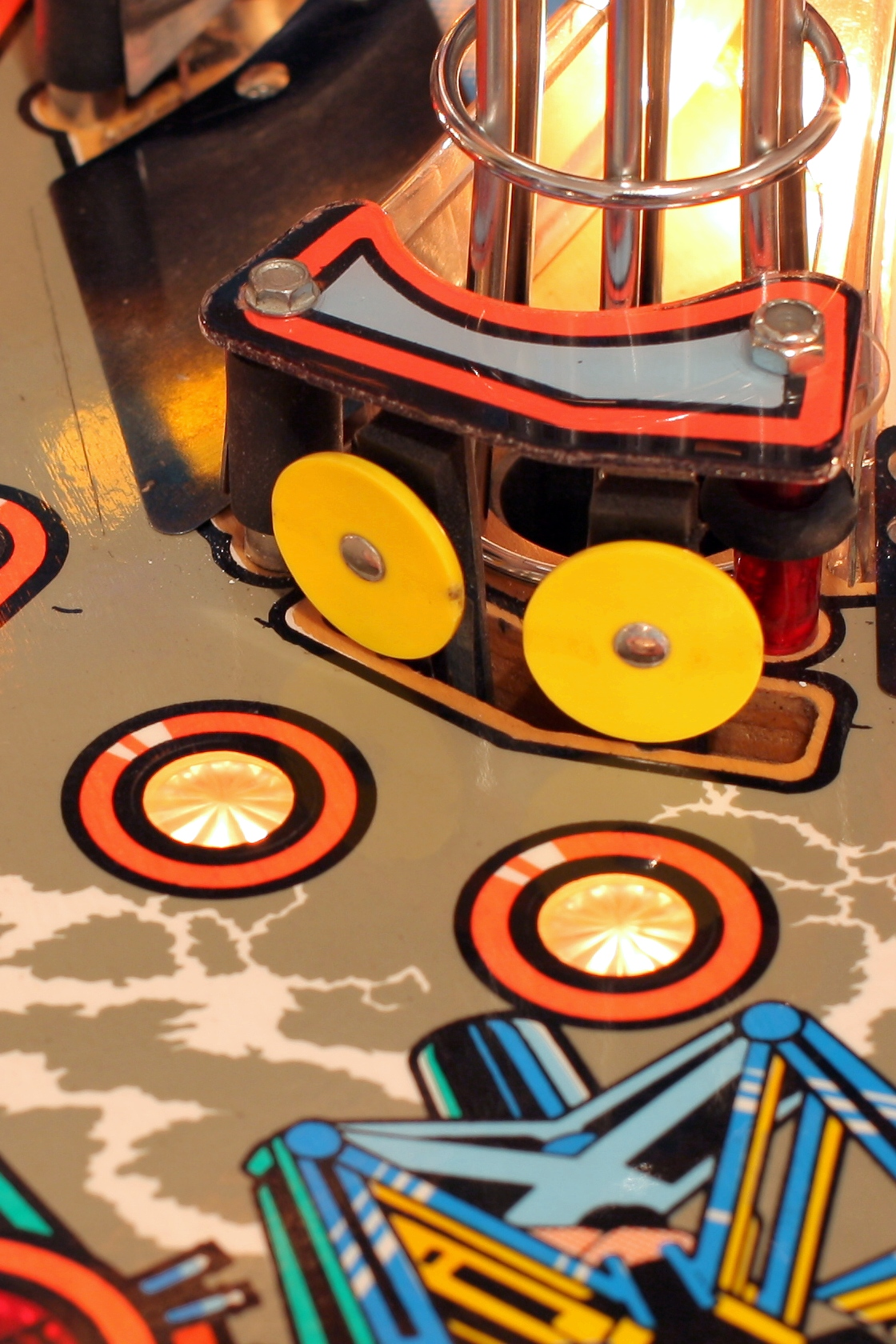
Zielscheiben (Target)

- Die Stationary Targets sind gewöhnliche Zielscheiben, die nur die Treffer registrieren.
- Die Bullseye Targets werten mehr Punkte, wenn sie genau in der Mitte getroffen werden.
- Die Drop Targets versinken im Spielfeld, nachdem sie getroffen worden sind. Sie treten meist in Kombination mit einigen anderen auf; sie tauchen wieder auf, wenn alle zugehörigen Drop Targets ebenfalls versenkt wurden. Manchmal tauchen sie auch aufgrund anderer Mechanismen wieder auf. Sie werden manchmal auch vor anderen Zielen platziert, um das Treffen dieser Ziele zu erschweren.
- Die Swing Targets bewegen sich auf dem Spielfeld hin und her.
- Die Roto Targets bestehen aus mehreren kreisförmig angeordneten Zielscheiben, die sich um die gemeinsame (senkrechte oder Längs-) Achse drehen können. Wenn sie getroffen werden, drehen sie sich um eines weiter. Meist ist es entscheidend für das Spielgeschehen, welche der Zielscheiben getroffen wird.
- Die Spinner sind Propeller, die sich zu drehen beginnen, wenn die Kugel unter ihnen hindurchrollt. Je länger sie sich danach weiterdrehen, desto mehr Punkte erhält der Spieler.
- Je stärker man Vari Targets trifft, desto mehr Punkte bekommt man.

### Holes und Kickers (Ejects)
Die Holes sind Mulden oder Löcher im Spielfeld. Befinden sich diese Mulden an einer Wand, stehen hinter ihnen manchmal so genannte Scoops, vertikale, gebogene Platten, die die Kugel in die Mulde lenken. Wenn eine Kugel in so einer Mulde liegen bleibt, erhält der Spieler Punkte. Es gibt drei Arten von Holes:
- Die horizontal kickers schießen die eingefangene Kugel mit einer Zylinderspule in eine bestimmte Richtung am Spielfeld.
- Die vertical-up kickers schießen die eingefangene Kugel mit einer Zylinderspule nach oben in eine wire-ramp.
- Die gobble holes fangen die Kugel auf und man erhält sehr viele Punkte oder ein Gratis-Spiel, sie geben die Kugel jedoch nicht mehr frei. Sie wurden hauptsächlich in den alten Flipperautomaten eingesetzt.

### Rampen

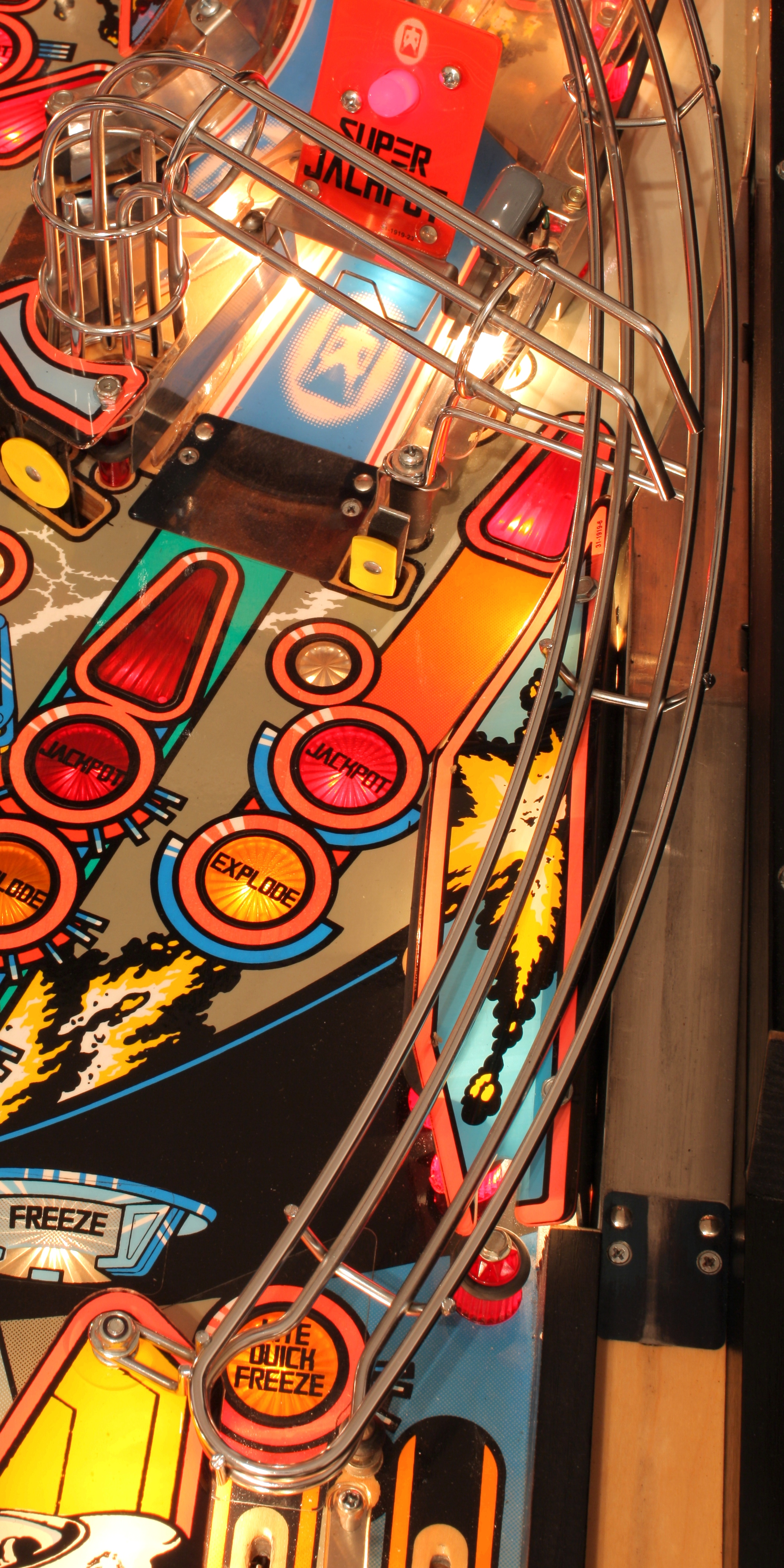
wire-ramp

- Die habitrails oder wire ramps bestehen aus vier oder sechs parallelen metallenen Stangen, zwischen denen die Kugel genau Platz hat. Sie transportieren die Kugel meist von einem vertical-up kicker zu einem zusätzlichen Mini-Spielfeld, irgendwo auf das Spielfeld oder zu den Flipper-Hebeln, um zu ermöglichen, dass die Rampe mehrmals in Folge getroffen wird.
- Die gewöhnlichen Rampen bestehen aus Kunststoff oder Metall und sind meist größer als die Kugel. Sie führen vom Spielfeld auf ein Mini-Spielfeld oder sie gehen erst nach oben und dann wieder nach unten.
- Es gibt auch Spezialrampen wie V-turns und trichterförmige Rampen.

### Elektromagnete
Elektromagnete werden manchmal unter dem Spielfeld eingebaut. Sie verändern die Bewegungen der Kugel. In vielen Automaten sind sie nur selten eingeschaltet.
- Elektromagnete werden oft eingesetzt, um den Lauf der Kugel schwer vorhersehbar zu machen.
- Manchmal werden sie eingesetzt, um die Kugel zu einem bestimmten Ort zu ziehen.
- Sie werden auch verwendet, um die Kugel zu nehmen und irgendwo hin zu befördern.
- Beim Magnasave (oder Magnosave) verhindert ein Elektromagnet, dass die Kugel in die Outlane rollt. Der Magnasave wird durch das Treffen bestimmter Ziele aktiviert.
- In dem Automaten The Twilight Zone von Bally wurden auf einem Mini-Spielfeld Elektromagnete verwendet, die dem Spieler erlaubten, die Bewegung der Kugel zu steuern.

Bei manchen Flipper-Automaten gibt es zusätzliche Keramikkugeln (Powerballs), die nicht von den Elektromagneten beeinflusst werden. Diese Kugeln kommen nur selten durch das Treffen bestimmter Ziele ins Spiel.

### Weitere Elemente

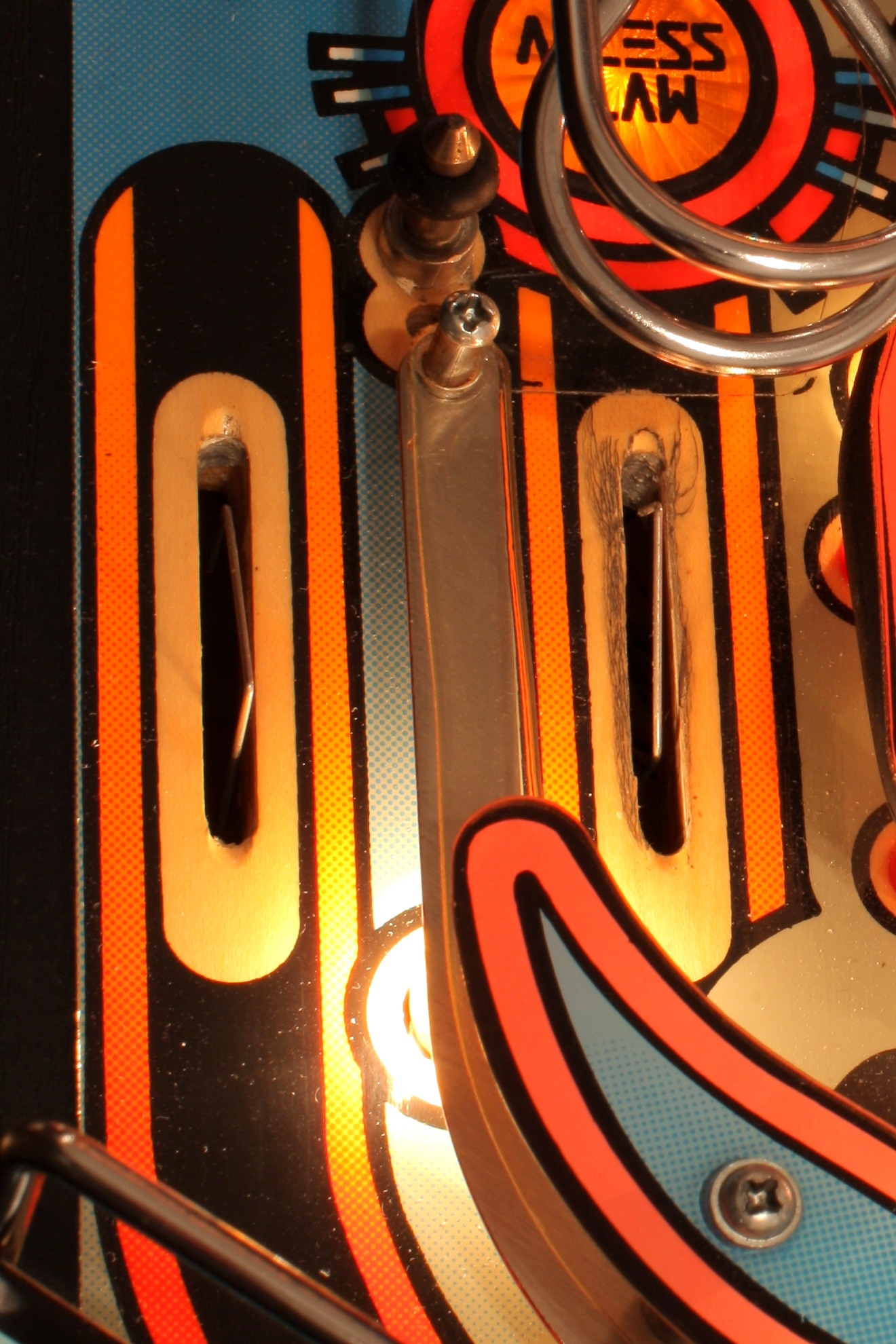
Rollover

- Rollovers – Sie reagieren, wenn die Kugel über sie hinwegrollt.
- Gates – Gates sind Blättchen oder Drähte, unter denen die Kugel nur in einer Richtung durchrollen kann.
- Um einen Kugelverlust durch die Flipperhebel zu verhindern, fanden in den 1970er Jahren zwei Systeme starke Verbreitung, wurden ab den 1980er Jahren jedoch nur noch selten verbaut.
  - Center Post – Der Center Post ist eine senkrechte Stange zwischen den Flipperhebeln, die meist im Spielfeld versenkt ist. Er kam bei den langen Flipperhebeln zum Einsatz. Durch das Treffen bestimmter Ziele wird sie herausgefahren und verhindert fast immer, dass eine Kugel zwischen den beiden Flipperhebeln hindurch fällt. Dieser ist teilweise auch durch einen beleuchteten Kunststoffzylinder realisiert, der im Ruhezustand plan mit der Spielfläche zwischen den Flipperhebeln montiert ist und bei Bedarf etwa zwei Zentimeter nach oben ausgefahren wird.
  - Zipper-Flipper – Um den Spieler zeitweilig vor dem Verlieren der Kugel zu schützen, gab es bei den kurzen Flippern Zipper-Flipper (Bally). Hier werden die beiden Flipper aufeinander zu in die Mitte bewegt und rasten dort ein, sodass die Kugel zwischen den Flippern liegen bliebe, würde man sie nicht bewegen.
- Diverters – Diverters sind Hebel, die die Kugel zu einem von einigen möglichen Wegen lenken. Sie werden durch das Treffen bestimmter Ziele eingestellt. Sie werden meist mit Zylinderspulen gesteuert.
- Mini-Spielfelder – Die Mini-Spielfelder befinden sich meist über dem normalen Spielfeld und können durch Rampen erreicht werden. Auf diesen Spielfeldern gibt es genauso wie am eigentlichen Spielfeld verschiedene Ziele. Sehr häufig werden auf diesen Spielfeldern Bumper verwendet.
- Captive Balls – Das sind Kugeln, die sich nur in einem bestimmten Bereich des Spielfelds bewegen können.
- Spinning Discs – Eine Spinning Disc ist eine sich drehende Scheibe, die in den Boden des Flipperautomaten eingearbeitet ist.
- Toys – Sie stellen Figuren beziehungsweise Dinge dar, die mit der Thematik des Automaten zu tun haben. Manche Toys greifen nicht ins Spielgeschehen ein. Andere ersetzten bestimmte Spielelemente (z. B. statt eines kicker hole ein Dinosaurier, der die Kugel fängt und wieder auf das Spielfeld zurückschießt). Manchmal sind sie auch ein wichtiger (einzigartiger) Bestandteil des Spiels (z. B. ein Mini-Spielfeld, das der Spieler mit den Flipper-Hebeln auf der linken oder der rechten Seite tilten kann).

## Spielsysteme in modernen Flipperautomaten
- end-of-ball-bonus – Bei jedem Kugelverlust erhält der Spieler Punkte. Die Höhe dieser Punkte ist meist davon abhängig, wie oft ein bestimmtes Ziel getroffen worden ist. Bei fast allen Automaten kann der End-of-ball-Bonus durch das Treffen bestimmter Ziele vervielfacht werden (bonus multiplier).
- Multiball – Beim Multiball-Spiel befinden sich mehrere Kugeln gleichzeitig auf dem Spielfeld. Es ist daher schwierig zu spielen.
- Ball-Lock – Jedes Mal, wenn eine Kugel in ein bestimmtes Ziel gelangt, wird sie eingesperrt und eine neue Kugel erscheint auf der Einschussrampe (plunger lane). Sobald eine bestimmte Anzahl an Kugeln eingesperrt worden ist, werden alle wieder freigelassen, und ein Multiball-Spiel beginnt. In vielen neueren Spielen werden die Kugeln nicht mehr wirklich eingesperrt, sondern der Automat speichert die Anzahl der Treffer auf ein bestimmtes Ziel, und nach einer bestimmten Trefferanzahl beginnt das Multiball-Spiel.
- Jackpot – Trifft man ein schwer zu erreichendes Ziel oder schafft man eine komplizierte Trefferfolge, wird der Jackpot zu den Punkten addiert. Der Jackpot wird durch das Treffen bestimmter Ziele erhöht; der Wert des Jackpots bleibt oft über mehrere Spiele hinweg erhalten. Bei manchen Automaten kann man den Jackpot nur während des Multiball-Spiels knacken. In neueren Spielen ist es manchmal viel leichter, den Jackpot zu knacken.
- Extrakugel – Wenn ein Spieler eine Extrakugel erhält, darf er nach Kugelverlust eine zusätzliche Kugel spielen. Im Mehrspielermodus darf der Spieler, der die Extrakugel erhält, diese sofort spielen.
- Ball Saver – Verliert der Spieler kurz nach dem Einschuss die Kugel, darf er den Einschuss wiederholen.
- Hurry-Up – Ein Modus, in welchem ein bestimmtes Ziel so schnell wie möglich getroffen werden muss. Auf dem Display wird der Punktwert dieses Ziels heruntergezählt, ähnlich einem Countdown.
- Folgetreffer – Trifft man ein bestimmtes Ziel oft hintereinander, erhält man dafür sehr viele Punkte.
- Modes – Modes sind Zeiten während des Spiels, in denen sich die Regeln verändern. Man bekommt zum Beispiel sehr viele Punkte für das (mehrmalige) Treffen bestimmter Ziele oder man muss eine bestimmte Folge von Zielen treffen, um sehr viele Punkte zu bekommen. Bei manchen Automaten werden die Modes immer schwieriger, je mehr Modes man meistert.
- Der Wizard Mode wird bei vielen Flippern gestartet, wenn z. B. alle anderen Modes gemeistert wurden und/oder andere Aufgaben erledigt wurden. Ein Wizard Mode ist meist äußerst schwer zu erreichen.
- Freispiel – Wenn jemand ein Freispiel erhält, machen die meisten Flipperautomaten einen lauten Knall. Das Geräusch entsteht durch einen sogenannten Knocker (engl. für „Klopfer“), der über eine Zylinderspule ein Metallstäbchen gegen das Flippergehäuse schlägt. Freispiele können wie folgt gewonnen werden:
  - Replay Score: Schafft es der Spieler, eine bestimmte Punktezahl zu übertreffen, erhält er ein Freispiel. Die Punktzahl ist vom Operator entweder fest einstellbar oder es wird eingestellt, wie viel Prozent der Spieler im Schnitt ein Freispiel gewinnen sollen. Abhängig von der Spielstärke der Spieler an diesem Gerät wird die Replay-Punktzahl in Intervallen automatisch angepasst, um den Freispiel-Anteil in den Zielbereich zu bringen. Häufig wird der Replay Score nach dem Gewinn eines Freispiels im nächsten Spiel temporär erhöht (ggf. auch mehrfach), um zu verhindern, dass sehr gute Spieler endlos Freispiele gewinnen. Wird einmal kein Freispiel gewonnen, wird wieder der eingestellte Replay Score verwendet.
  - Special: Trifft der Spieler ein sehr schwer zu treffendes Ziel, werden die Outlanes erleuchtet. Trifft er nun in die Outlanes, erhält er ein Gratisspiel oder eine Extrakugel.
  - Match: Bei manchen Automaten erhält man ein Gratisspiel, wenn die letzten beiden Ziffern der Punktezahl mit einer Zufallsziffer gefolgt von einer Null übereinstimmen. Die Wahrscheinlichkeit, auf diesem Weg ein Gratisspiel zu erhalten, liegt nur scheinbar bei etwa zehn Prozent (bei modernen Automaten enden die Punktezahlen immer auf 0), da die Wahrscheinlichkeit vom Operator einstellbar ist. Bei Bally und Williams-Spielen ist sie standardmäßig 7 %, bei Stern 9 %.
  - High Score: Normalerweise erhält man ein Gratisspiel, wenn man es in die High-Score-Liste schafft, und drei Gratisspiele, wenn man Erster wird.

Der Kickback befindet sich bei den meisten Flipperautomaten in der linken und das Special in der rechten Outlane.

### Der Mehrspielermodus
Bei fast allen Flipperautomaten können bis zu vier Spieler gegeneinander spielen. Nachdem der erste Spieler die Kugel verloren hat, ist der zweite Spieler an der Reihe usw. Verliert der letzte Spieler seine Kugel, ist wieder Spieler eins dran, nach ihm folgen wieder alle anderen Spieler.

## Spieltechniken
Die meisten Anfänger schlagen die Kugel mit beiden Flippern gleichzeitig. Dies ist zwar am Anfang einfacher, aber nach einiger Zeit sollte man versuchen, nur noch einen Flipper zu betätigen. Betätigt man nämlich beide Flipper gleichzeitig, ist die Wahrscheinlichkeit, die Kugel zu verlieren, größer. Außerdem erfordern viele Tricks Koordination zwischen den Flippern.
Zielen
Beim Zielen geht es darum, die aus der Inlane rollende Kugel bis zu einem bestimmten Punkt auf dem Flipperhebel rollen zu lassen und diesen dann zu betätigen um ein bestimmtes Ziel zu treffen. Schießt man die Kugel mit der Spitze des Flipperhebels, rollt sie zur gegenüberliegenden Seite, schießt man sie mit dem mittleren Teil des Hebels, rollt sie gerade nach oben.
- Abheben der Kugel – Aufgrund von Unebenheiten in der Inlane kann sich die Kugel ein wenig nach oben vom Flipper wegbewegen. Passiert dies, muss man die Kugel etwas früher und schneller als normal wegschlagen, um das gleiche Ergebnisse zu erhalten.
- Schussgeschwindigkeit – Manche Spieler können die Wirkung eines Schusses gezielt verändern, indem sie den Flipper mit einer bestimmten Geschwindigkeit betätigen.
- Redirection – Bei der Redirection versucht der Spieler beim Zurückschlagen der Kugel mit einem Flipperhebel die Richtung der Kugel zu beeinflussen. Diese Spieltechnik ist gefährlich, Kontrolltricks wie das Trapping sollten ihr gegenüber bevorzugt werden. Indem man die Kugel genau in dem Winkel wieder zurückschießt, in dem sie gekommen ist, kann man ihre Geschwindigkeit erhöhen. Diese Technik wird oft verwendet, um eine Rampe, die man zuvor zu schwach getroffen hat, stärker zu treffen.

Trapping
Beim Trapping hebt der Spieler den Flipperhebel an und lässt die Kugel in die Ecke zwischen Flipperhebel und Inlane rollen. Dann lässt er den Flipperhebel wieder los, wartet, bis die Kugel in der richtigen Position ist, um ihn abzuschießen, und betätigt wieder den Flipperhebel. Dieser Trick funktioniert meist nur, wenn die Kugel langsam ist. Das Trapping ist einer der wichtigsten Flipper-Tricks.
- Drop Stop – Dieser schwierige Trick kann nur verwendet werden, wenn die Kugel ungefähr auf die Mitte des Flipperhebels zurollt. Während die Kugel den Flipperhebel berührt, lässt ihn der Spieler los. Die Kugel rollt dann auf dem Flipperhebel hinunter und der Spieler kann sie gegen ein bestimmtes Ziel schießen.
- Flip Trap – Der Flip Trap wird angewandt, wenn sich die Kugel auf die Spitze des Flipperhebels zubewegt, er ist das Gegenteil des Drop Stop: Die Kugel und der Flipperhebel müssen genau gleichzeitig an den Ort kommen, an dem die Spitze des betätigten Flippers stehen würde. Die Kugel rollt dann in die Ecke, die vom Flipperhebel und der Inlane gebildet wird.

Aufspielen
Manchmal ist es möglich, die Kugel aufzuspielen, indem man den Flipperhebel hochhält, die Kugel gegen die Spitze schlagen lässt und sie erst dann wegschlägt.
Pässe
Mit diesen Methoden kann man die Kugel vom einen Flipper zum anderen befördern.
- Bounce Pass – Wenn die Kugel langsam auf den mittleren Teil eines Flipperhebels zurollt, kann man dafür sorgen, dass man die Kugel mit dem anderen Flipperhebel abschießen kann, indem man die Kugel nicht sofort wegschießt, sondern sie zum anderen Flipperhebel springen lässt und erst dann abschießt. Dieser Trick funktioniert jedoch nicht, wenn die Kugel zu schnell rollt oder wenn sie nur die Spitze des Flipperhebels trifft.
- Hold Pass – Wenn die Kugel eine Inlane herunterrollt und der Spieler will sie mit dem anderen Flipperhebel spielen, hebt er einfach den Flipperhebel, mit dem er die Kugel nicht spielen möchte und lässt die Kugel über ihn hinweg zum anderen Flipperhebel rollen.
- Falling Hold Pass – Ein Falling Hold Pass wird statt eines normalen Hold Pass gemacht, wenn die Kugel sehr schnell durch die Inlane rollt. Würde man in so einem Fall einen normalen Hold Pass versuchen, würde die Kugel zum gegenüberliegenden Slingshot rollen. Beim Falling Hold Pass hebt man den Flipper wie beim normalen Hold Pass; wenn die Kugel ungefähr bei der Hälfte des Flipperhebels angelangt ist, lässt man ihn los.

Chill Maneuver
Beim Chill Maneuver lässt der Spieler die Kugel erst am Center Post abprallen und betätigt erst danach den entsprechenden Flipperhebel. Er muss aber darauf achten, dass die Kugel nicht zwischen dem Center Post und dem Flipperhebel hindurchfällt.
Auch das Abprallen lassen von einem Flipper ohne Drücken des Hebels bezeichnet man als Chill Maneuver, was gemacht wird, wenn der Spieler davon ausgeht, dass er zum anderen Flipper springt.
Stoßen (Nudging)
Viele Spieler versuchen die Bewegung der Kugel zu beeinflussen, indem sie den Flipperautomaten stoßen. Der Tilt-Mechanismus bestraft zu starkes Stoßen des Automaten. Um die Kugel in eine gewünschte Richtung zu bringen, muss man den Automaten normalerweise einige Male hintereinander in die Gegenrichtung stoßen.
- Rütteln – Wenn sich die Kugel bei den Schlagtürmen befindet, ist es sinnvoll, den Automaten zu rütteln, damit die Schlagtürme öfter getroffen werden.
- In-Line Friction – Mit diesem Trick kann man eine Kugel, die schnell die Inlane herunterrollt, verlangsamen, indem man den Automaten stößt. (Die Kugel prallt ein paar Mal an den Wänden der Inlane ab, was eine hohe Reibung verursacht.)

Saves
Mit diesen Tricks kann man verhindern, dass die Kugel verloren geht.
- Slap Save – Der Slap Save wird verwendet, um zu verhindern, dass die Kugel zwischen den Flipperhebeln hindurchrollt. Man betätigt zuerst den Flipper, der der Kugel am nächsten ist, und schießt die Kugel so ein wenig nach oben. Kurz danach betätigt man den anderen Flipper und schießt die Kugel weg. Wenn die Kugel genau auf die Mitte zwischen den Flipperhebeln zurollt, kann man sie zurück auf das Spielfeld bringen, indem man erst den Automaten nach rechts oder links stößt und dann einen Slap Save macht.
- Bangback – Der Bangback wird verwendet, um eine Kugel, die eine Out-Lane hinunterrollt, zurück auf das Spielfeld zu bringen. Man hebt den Flipper, der auf der gleichen Seite wie die Kugel ist, an und stößt den Automaten, wenn die Kugel ungefähr unter der Flipperspitze ist, nach oben. Die Kugel rollt so zum anderen Flipperhebel und man muss sie nur noch wegschießen. Der Bangback ist generell nur auf bestimmten Flipperautomaten wie z. B. Twilight Zone umsetzbar, birgt die Gefahr einer Verletzung des Handgelenkes und wird in Turnieren in der Regel mit einer Disqualifikation geahndet.
- Death Save – Der Death Save ist sehr umstritten; er wird auch verwendet um eine Kugel, die die rechte Out-Lane hinunterrollt zurück auf das Spielfeld zu bringen. Man hebt den linken Flipperhebel an; wenn die Kugel unter diesem ist, stößt man den Automaten nach oben. Die Kugel prallt am gehobenen linken Flipper ab und springt zum rechten. Wenn man keinen Tilt ausgelöst hat, muss man die Kugel nur noch wegschießen. Die Stärke des Stoßes kann verstärkt werden, indem man gegen das rechte Standbein des Automaten tritt. Genauso wie der Bangback führt auch der Death Save  in Turnieren zur Disqualifikation.

Techniken beim Multiball-Spiel
- Kugeln „verschicken“ – Beim Multiball-Spiel ist es sinnvoll, die Kugeln auf Rampen oder in Schlagturmgruppen zu schießen. So kann man sich einige Zeit auf die andere(n) Kugel(n) konzentrieren.
- Trap and Play – Durch das Trapping einiger Kugeln auf einem Flipperhebel kann man sich besser auf die übrigen Kugeln konzentrieren.
- Billiard Block – Beim Mehrkugelspiel kann man eine Kugel, die auf die Mitte zwischen den Flippern zurollt, mit einer anderen Kugel wegschießen. Am besten trifft man die Kugel auf der Seite, damit man nicht die andere Kugel verliert.

Skillshot
Der Versuch, die Kugel beim Einschuss auf ein bestimmtes Ziel zu lenken, heißt Skillshot. In manchen Automaten bekommt man zusätzliche Punkte für einen bestimmten Skillshot. Viele modernere Flipper verfügen über elektronische Skillshots, bei denen der Spieler zu Beginn jeder Kugel eine von mehreren Belohnungen auswählen kann.

## Der Tilt-Mechanismus
Der Tilt-Mechanismus bestraft das Schlagen oder Anheben des Automaten, indem er alle Spielelemente (inklusive der Flipperhebel) außer Kraft setzt und so dafür sorgt, dass der Spieler die Kugel verliert. Neuere Flipperautomaten machen oft ein lautes Geräusch bei einem Tilt, um negative Aufmerksamkeit auf den Spieler zu ziehen. Ältere Flipperautomaten bis in die 1960er Jahre hinein beendeten durch ein Tilt nicht nur das Spiel mit der aktuellen Kugel, sondern das gesamte Spiel des jeweiligen Spielers. Da bei dynamischem Spiel auch leicht unabsichtlich der Tilt-Mechanismus ausgelöst wurde, ist davon Abstand genommen worden. Die meisten neueren Maschinen geben eine oder mehrere Warnungen, bevor es zum Tilt kommt.
Es gibt verschiedene Sensortypen, die für einen Tilt sorgen:
- Ein kegelförmiges Pendel innerhalb eines Metallringes: Berührt das Pendel den Ring, kommt es zu einem Tilt. Durch Verschieben des Kegels nach oben oder unten lässt sich der Abstand zu dem umgebenden Ring verändern und somit die Empfindlichkeit. Dieses Pendel verhindert eine Spielbeeinflussung durch übermäßiges Rütteln und Herumreißen am Automaten.
- Eine Stahlkugel auf einer Bahn, die an einer Seitenwand innerhalb des Automaten angebracht ist. Die Neigung der Bahn wird so eingestellt, dass die Kugel in Richtung des Spielers rollt und dort liegenbleibt. Einen Tilt-Kontakt löst die Kugel am entgegengesetzten Ende der Bahn aus. Dieser Sensor verhindert zum einen das Anheben des Flippers während des Spiels, wäre dafür aber überflüssig, weil das Pendel beim Anheben ebenfalls in starke Schwingungen gerät und einen Kontakt auslöst. Der Hauptzweck des Kugel-Tilts liegt darin zu verhindern, dass Spieler durch Unterlegen von Bierdeckeln und ähnliches unter die Vorderfüße die Neigung und somit Geschwindigkeit des Flippers herabsetzen. Diese Einstellmöglichkeit wird jedoch von kaum einem Aufsteller wirklich genutzt.
- Ein Quecksilberschalter. Auch dieser ist durch den Aufsteller schwenkbar an der seitlichen Innenseite des Gehäuses angebracht. Beim Anheben des Automaten fließt das in einem kleinen Glasbehälter befindliche Quecksilber nach vorne und erzeugt einen Kontakt zwischen zwei Elektroden, die das Tilt-Relais anziehen lassen. Dieser Quecksilberschalter war der Vorgänger des Kugel-Tilts, welches ihn in den 1970er-Jahren ersetzte.
- Es gibt auch Sensoren an der Kassentür, teilweise auch unterhalb der Spielfläche und am Flipperboden, die ausgelöst werden, wenn der Spieler dagegen schlägt, um etwa den Einwurf einer Münze vorzutäuschen. Wird ein solcher Sensor ausgelöst, ist das Spiel sofort zu Ende (Slam Tilt). Elektromechanische Flipper werden dadurch oft auch komplett stromlos geschaltet. Mechanisch gesehen handelt es sich hier um zwei zusammengehörige Kontaktbleche, bei denen das längere mit einem kleinen Gewicht versehen ist.

## Hersteller
Der Großteil der Flipperhersteller stammt aus den Vereinigten Staaten. Die großen US-amerikanischen Hersteller hatten allesamt ihren Sitz in oder bei Chicago. Die vier größten Hersteller waren und sind:
- D. Gottlieb & Co.: Die Erfinder des eigentlichen Flippers (1947) und weltweiter Marktführer bis 1975. Gottlieb war bis 1977 ein Familienunternehmen, wurde dann vom Columbia-Konzern aufgekauft. Columbia wiederum gehörte ab 1982 zum Coca-Cola-Konzern, welcher die Flippersparte abstieß. In der Folgezeit gehörte Gottlieb zu Mylstar und Premier Technologies. 1996 gab die Firma endgültig auf. Firmengründer David Gottlieb starb 1974. Sein Sohn Alvin, der Ende der 1980er Jahre aus der Firma ausgeschieden war und nicht das Recht besaß, Geräte mit seinem Namen herzustellen, versuchte von 1991 bis 1994 ein Comeback mit der Firma Alvin G & Co und scheiterte.
- Bally: Ein Unternehmen, für das der Flipper nur ein Produkt unter vielen war und das auch als Hersteller einarmiger Banditen und Bingos berühmt ist. Bally konzentrierte sich erst 1963 auf das Geschäft mit Flipperautomaten. 1975 überholte Bally schließlich Gottlieb und blieb Marktführer während der erfolgreichsten Flipperzeit bis 1980, wurde dann von Williams übertrumpft und schließlich 1988 übernommen. In den 60er Jahren übernahm Bally die kleinere Midway-Company. Im Zuge einer Umstrukturierung des Konzerns lief die Bally-Unterhaltungsautomaten-Linie ab 1982 unter dem Namen Bally-Midway. Ursprünglich hieß die Firma Lion Manufacturing Company und benutzte den Namen Bally lediglich zusätzlich. Ab 1969 handelte es sich um die Bally Manufacturing Corporation, ab 1982 Bally Midway. Heutiger Name Bally Gaming Inc.
- Chicago Coin/Stern Electronics/Data East/Sega/Stern Pinball: Die kleinste der vier Firmen, aber im Prinzip die einzige überlebende. Gegründet 1931 von den Herren Gensburg, Wolberg und Koren. Brüder von Gensburg gründeten das Konkurrenzunternehmen Genco. Unterbezeichnung Chicago Dynamic Industries, kurz CDI. CDI bot eine breite Palette unterschiedlichster Spielautomaten an, in Deutschland bekannt waren z. B. die Fahrsimulatoren Speedway und Motorcycle sowie eine Reihe von Schießautomaten. Erst ab 1963 stellte die Firma regelmäßig Flipper her. 1976 wurde Chicago Coin von Sam Stern mit seinem Sohn Gary übernommen. 1982 fusionierte Stern kurzzeitig mit Seeburg, vorläufiger Stopp der Flipper-Serienfertigung 1983. 1987 Übernahme bzw. Wiederaufnahme der Flippersparte durch DataEast, anschließend von Sega jeweils unter der Leitung von Gary Stern. 1999 übernahm Gary Stern die Flippersparte komplett und verblieb bis 2013 der einzige Hersteller im 21. Jahrhundert. Chicago Coin war auch der Erfinder der bis heute typischen Flipper-Silhouette mit großem Kopfteil (Lite-Box) Mitte der 1930er Jahre.
- Williams: Gegründet von Harry Williams inmitten des Zweiten Weltkriegs, in den späten 1950er Jahren von Sam Stern übernommen, der die Firma bis 1969 leitete und den langen 3-Zoll-Flipper erfand. Mitte der 1960er Jahre gehörte Williams zum Seeburg-Konzern, in den späten 1970er Jahren zu XCOR. 1980 übernahm Williams die Marktführerschaft von Bally, stürzte bald danach in eine Krise, die aber ohne langfristigen Schaden blieb. 1988 Übernahme von Bally, Marktführer bis 1999. Exakte Firmenbezeichnungen waren von 1942 bis 1967 Williams Electronic Manufacturing Corp, bis 1985 Williams Electronics Inc, anschließend Williams Electronics Games, heutiger Name: WMS.
- Jersey Jack Pinball, Incorporated: Der Industrieveteran Jack Guarnieri gründete 2011 in Lakewood, New Jersey, das Unternehmen Jersey Jack Pinball. Der erste selbstentwickelte Flipper The Wizard of Oz erschien 2013.[4] Dadurch verlor Stern Pinball sein Monopol, welches es nach dem Produktionsende bei Williams/WMS seit etwa 2000 innehatte. Jersey Jack setzte von Anfang an auf eine Modernisierung des von Stern vertretenen konservativen Aufbaukonzeptes, neu war insbesondere ein großer Flachbildschirm mit 3D-Darstellungsmöglichkeiten in Farbe, welche die seit den 1990er-Jahren standardmäßig verwendeten Dot-Matrix-Anzeigen ersetzen, sowie ein Kopfhöreranschluss und Bluetooth-Konnektivität.[5] Auch auf dem Spielfeld selbst kamen LCD-Anzeigen zum Einsatz. Der Flipper Dialed In von 2017 erregte Aufsehen, da er nicht nur als erster Flipperautomat über eine Kamera verfügte, welche u. a. Fotos der Spieler für die High-Score-Listen schossen, sondern auch Möglichkeiten bot, sich mit Smartphones über Bluetooth zu verbinden um so die Flipperhebel fernzusteuern.
- American Pinball Inc. 500 S Hicks Rd, Palatine, IL 60067 Erster Flipper dieses Herstellers war der Houdini, aktuelles Modell ist der Galactic Tank Force.
- Dutch Pinball B.V. Veldweg 26, 6075 NL Herkenbosch, The Netherlands Bisher der einzige Flipper dieses Herstellers ist der TBL The Big Lebowski.
- Haggis Pinball Unit 10/49 Industrial Cct, Cranbourne West VIC 3977 Erstes Modell war der Celtics, dann folgten Remakes vom Fathom und Centaur I.
- Pinball Brothers Skjutbanevägen 11, 703 69, Örebro Erstes Modellwar der Alien, der vorher von Heighway produziert worden ist, aktuell ist das Modell Queen (Rockband).

Es gab schon immer kleine Hersteller in Europa: in den 1950er Jahren Alben in Frankreich, in den 1960ern z. B. Rally, Jolux und Martina in Frankreich, Bergmann und Förster in Deutschland, in den 1970er Jahren kam es kurzzeitig zu einer spanischen Invasion der Firmen Recel, Interflip/Franco und Playmatic. In den 1980er Jahren gab es einige Firmen, die sich wie in der Nachkriegszeit auf Geräteumbau spezialisierten, wie Geiger, Bell, Arkon und andere. In der Flipper-Krisenzeit Mitte der 1980er Jahre ließen Gottlieb einige Geräte bei NSM und Bally bei ihrer Tochterfirma Wulff in Deutschland herstellen, um die Geräte wegen der hohen damaligen Dollarkurse preisgünstiger anbieten zu können.

### Beliebte Automaten
| Flipper                              | Jahr | Hersteller | Produzierte Einheiten | Besonderheiten |
| ------------------------------------ | ---- | ---------- | --------------------- | --- |
| Alien Poker                          | 1980 | Williams   | ca. 06.000            | Einer der ersten sprechenden Flipper, fünf damals neuartige Targets mit Memory-Funktion für einen Royal Flush, vier Jet-Bumper, für heutige Begriffe wenige Features, dafür umso mehr zeitgemäßer 1980er-Jahre-Arcade-Synthesizer-Effekte, teils dieselben wie aus Robotron: 2084, die in der Geräuschkulisse einer Spielhalle sehr zu ihrem typischen Flair beitrugen. |
| High Speed                           | 1986 | Williams   | ca. 17.080            | Erster Flipper mit einer Story (die u. a. mit alphanumerischer Anzeige erzählt wird), aufwändigeren Regeln, wachsendem Jackpot. |
| Bride of Pin-Bot                     | 1991 | Williams   | ca. 08.100            | Bride of Pin-Bot ist der Nachfolger des bereits erfolgreichen PIN-Bot Automaten von 1986. Dieser Automat ist einer der letzten, der noch mit einer elektronischen Segmentanzeige statt eines Matrix-Displays ausgerüstet war und zeigte die Grenzen der Segmentanzeige auf. In dem Automaten gilt es, einen weiblichen Roboter (eben die Braut des Pin-Bot), dessen Metamorphose im Automaten durch ein drehbares Gesicht symbolisiert wird, in einen Menschen zu verwandeln. Dazu muss die Kugel mehrfach über eine bestimmte Bahn in das Gesicht gelenkt werden. Dabei steht der erste Durchgang, die Kugel landet hier im Mund der Braut, dafür, dass diese das Sprechen lernt. Beim zweiten Durchgang müssen zwei Kugeln in den Augenhöhlen landen, damit sie sehen kann. Dabei blinzeln die Augen auch in der Segmentanzeige, in dem begrenzen Rahmen, wie es auf einer Digitalanzeige eben möglich ist. Im dritten erfolgreichen Durchgang dreht sich das Gesicht im Automaten erneut, die Segmentanzeige verwandelt sich dabei in ein EKG, das nach ein paar Sekunden einen Herzschlag anzeigt und der Automat zeigt ein menschliches Gesicht, das singen kann und die Metamorphose ist abgeschlossen. |
| Terminator 2: Judgment Day           | 1991 | Williams   | ca. 15.202            | Rockige Sounduntermalung, viel Mechanik- und Waffen-Effekte, Terminator-Sprachausgabe etc. Bonus-Zielschießen über eine schwenkbare Kanone. |
| The Addams Family                    | 1992 | Bally      | ca. 20.270            | Der bis heute erfolgreichste Flipper mit über 20.000 verkauften Flippern. Witzige Sprüche und Animationen sowie drei unter dem Spielfeld angebrachte Elektromagneten, die die Kugel ablenken – The Power genannt –, machen den Flipper sehr beliebt. |
| The Getaway: High Speed II           | 1992 | Williams   | ca. 13.259            | Die Kugel symbolisiert einen Rennwagen, auf einer Bahn mit Kugelbeschleuniger wird die Kugel mehrfach beschleunigt. Der Automat hat mehrere Minispielchen und diverse Anhalter-Animationen auf dem Dot Matrix Display. |
| Indiana Jones: The Pinball Adventure | 1993 | Williams   | ca. 12.716            | Der erste Flipper mit dem neuen DCS-Soundsystem von Williams, das eine besonders realistische Sound- und Sprachausgabe bietet. Das Gerät basiert auf den gleichnamigen Indiana-Jones-Filmen und überzeugt vor allem durch seine Spieltiefe und die abwechslungsreichen Aufgaben. Die Vielzahl an originalen Filmzitaten schafft eine ganz besondere Atmosphäre, so dass der Flipper lange Zeit spannend bleibt. |
| Star Trek: The Next Generation       | 1993 | Williams   | ca. 11.728            | Die Kugel symbolisiert das Raumschiff Enterprise, ein großes Sternenhauptquartier im Flipper vergibt Aufträge, die auf diversen Bahnen gelöst werden können. Gute Animationen. Multiball mit bis zu 6 Kugeln gleichzeitig. |
| Attack From Mars                     | 1995 | Midway     | ca. 03.450            | Animationen auf der Matrixanzeige mit Verfolgungsjagden, Tier und Menschen entführenden Aliens, bedrohte Hauptstädte inklusive Berlin, gesprengte UFOs – nach dem Versenken von drei Zielen mit der Kugel, die den Energieschild symbolisieren, und dem Treffen des Modell-UFOs dahinter. Zappelnde Aliens im Flipper. Viel Sprachausgabe und Minispielchen in der Matrixanzeige, zum Beispiel Space Invaders. |
| Medieval Madness                     | 1997 | Williams   | ca. 04.016            | Ähnliche Konzeption wie Attack From Mars, im Zentrum des Flippers steht hier jedoch kein UFO mit abzubauendem Schild, sondern eine große mittelalterliche Burg mit Zugbrücke die es symbolisch mit Katapultgeschossen (Die Flipperkugel) zu zerstören gilt. |

Populär zumal auch selten sind auch die Pinball-2000-Automaten, hierbei handelt es sich um die letzten zwei Varianten der Firma Williams und Bally Star Wars Episode I (Stückzahl: 3525) und Revenge from Mars (Stückzahl: 6878), der Nachfolger von Attack from Mars, bei denen versucht wurde, durch die Kombination moderner Video-Animationen, anstatt der alten Matrixanzeige mit dem Pinballsystem einen Anschluss zu neuen Spielsystemen wie den Computern zu schaffen.
Heraus kamen zwei sehr spezielle und exotische Pinballautomaten, die jedoch auch nicht mehr den kommerziellen Erfolg hatten, die Serie und generell die Pinballentwicklung neben Stern fortzuführen.

## Langjähriges Verbot in einigen US-Regionen
Flipperautomaten waren über mehrere Jahrzehnte in einigen US-Regionen verboten, insbesondere in New York von 1942 bis 1976. Das Verbot folgte einer Kampagne des New Yorker Bürgermeisters LaGuardia, der beklagte, Flipperautomaten würden Schulkinder um ihr Geld für die Frühstückspause bringen. Unterstützt wurde LaGuardias Kampagne von konservativen Moralwächtern, die in den Flipperautomaten eine Gefährdung der Sittsamkeit der Jugend zu erkennen glaubten.

## Computerspiele
Es gibt auch zahlreiche Computerspiele, die teilweise auf realen Flippertischen beruhen. Eines der ersten Spiele für private Anwender war 1978 Video Pinball. Es folgte unter anderem 1983 das Pinball Construction Set für den Apple II, das auch das Erstellen eigener Tische ermöglichte. Auf Heimcomputern wie dem Amiga waren z. B. Pinball Dreams und Pinball Fantasies populär. Auf dem PC gab es in den 1990ern unter anderem Psycho Pinball oder die Pro-Pinball-Reihe. Des Weiteren enthielt das Betriebssystem Microsoft Windows (bis Windows XP) das Spiel 3D Pinball – Space Cadet, das wiederum dem Spiel Full Tilt! Pinball von Maxis entnommen war.
Heute ermöglicht beispielsweise die Freeware Visual Pinball oder Unit3D Pinball in Kombination mit dem Emulator Visual PinMAME (zuständig für die Matrixanzeige) die Simulation originaler und selbsterstellter Tische auf dem PC. Ein ähnliches kommerzielles Programm ist The Pinball Arcade, das viele lizenzierte originale Tische für die meisten Videospiel-Plattformen, Tablet-Computer und Smartphones anbietet.
Um das Spielerlebnis so realistisch wie möglich zu gestalten, können Flippersimulationen anstatt auf herkömmlichen Computern, auf sogenannten Virtuellen Flipperautomaten abgespielt werden. Dadurch entsteht für den Spieler der Eindruck mit einem realen Flipperautomat zu spielen.